# Sparta Rotterdam
Sparta Rotterdam is een Nederlandse betaaldvoetbalclub uit Rotterdam. De club werd opgericht in 1888 en is daarmee de oudste club in het betaald voetbal in Nederland. Slechts elf amateurvoetbalclubs in Nederland zijn ouder dan Sparta. Sinds 1916 is Het Kasteel de thuisbasis van de club uit Spangen.

## Geschiedenis
Sparta werd opgericht door H.F.B. Cokart wonende Schiekade, H.C. Dupont wonende Houttuin, C.W. van den Ende wonende Baan, J. Harteveld Hoos wonende Oostvestplein, H.A. Klausz wonende Het Nieuwe Slot, A.Th. La Verge wonende Schiekade, B. Visser wonende Boezemsingel en J.F. de Vogel wonende Nieuwe Haven.

### Ontstaan
De officiële geschiedenis van de Rotterdamsche Cricket & Football Club Sparta begint op eerste paasdag, 1 april 1888. Tussen de ochtenddiensten en de middagdiensten op deze Paasdag van de Nederlands-hervormde kerk aan de Hoogstraat en de rooms-katholieke kerk aan de voormalige Houttuin werd in de tuin van het huis van de eerste penningmeester, een pand gelegen aan het voormalige Oostvestplein Sparta opgericht. De club werd opgericht door acht leerlingen in de leeftijd van 13 tot 16 jaar. Vijf van hen waren leerlingen van de toenmalige H.B.S. aan het Van Alkemadeplein. De resterende drie waren leerlingen van het Erasmiaans Gymnasium aan de Coolvest, de naam van de in 1888 nog niet gedempte Coolsingel. Alle oprichters en de overige eerste leden van Sparta woonden in de wijken Stadsdriehoek, Cool, Rubroek of Crooswijk.
Sparta begon aanvankelijk als cricketclub, maar nadat de jongens een geschikte bal geschonken kregen, hielden ze zich vanaf juli 1888 ook bezig met de recentelijk uit het Verenigd Koninkrijk overgewaaide voetbalsport.

### Eerste wedstrijden
In het eerste jaar van Sparta's bestaan speelde zijn leden hoofdzakelijk onderlinge wedstrijden. Deze werden tussen de 35-urige lesweek en de hierbij komende 20-urige werkweek in verschillende samenstellingen gespeeld bij de Delftsche Poort, bij de brouwerij van Heineken of op het plein van de Grote of Sint-Laurenskerk.
In 1888 bestond de KNVB nog niet. Van een overkoepelende organisatie was ook geen sprake, wat resulteerde in onderlinge uitdagingen die door de clubs naar elkaar verzonden werden. De eerste uitdaging om een voetbalwedstrijd te komen spelen die Sparta ontving dateert van 28 december 1888, ruim 38 weken na de oprichtingsdatum. De wedstrijd, gepland voor 30 december 1888, werd echter niet gespeeld door de onbespeelbaarheid van het veld van de tegenstander.
Vanaf april 1889 vonden de wedstrijden en de oefeningen plaats op een door de wethouder aangewezen terrein ten westen van De Heuvel in Rotterdam-West. In deze periode kreeg Sparta ook het eerste clublokaal, op de Delfshavensedijk, ter beschikking.

### Bondsvoetbal
In maart 1890 sloot Sparta zich aan bij de Nederlandsche Voetbal en Atletiek Bond, de voorloper van de huidige KNVB. Op 18 december 1892 versloeg Sparta de Amersfoortsche FC met wat nog steeds een recorduitslag voor een Nederlandse competitiewedstrijd is: 17–0. Rechtsbuiten Freek Kampschreur scoorde negen van de zeventien doelpunten en is hiermee nog altijd mede-recordhouder in Nederland.
Promotie naar de hoogste klasse volgde in 1893. In datzelfde jaar was Sparta de eerste Nederlandse club die een wedstrijd tegen een buitenlandse tegenstander speelde. In een vriendschappelijke wedstrijd werd met 0–8 van Harwich & Parkeston FC verloren. Toen een jaar later een wedstrijd tegen het Engelse Felixstowe op het programma stond, werd om een nieuwe vernedering af te wenden besloten dat Sparta een elftal zou opstellen waarin de beste spelers van heel Nederland waren opgenomen. De eerste wedstrijd van een officieus Nederlands voetbalelftal was daarmee een feit. Deze wedstrijd eindigde in 1–1.
Sparta richtte in 1894 de Rotterdamse Voetbalbond op. Men probeerde in 1896 een primeur te organiseren op het gebied van vrouwenvoetbal. Voor een voorgenomen wedstrijd van een dameselftal van Sparta tegen de English Ladies Footballclub gaf de Nederlandse Voetbal Bond echter geen toestemming. Sparta toonde zich in deze periode ook op andere gebieden een innovator. In de loop der jaren werden door Sparta onder andere in Nederland geïntroduceerd: de kopbal, een doel met een lat en netten (voor die tijd werd een touw tussen de palen gespannen) en felgekleurde shirts. Dat rood-witte tenue werd in 1899 afgekeken tijdens een bezoekje van het Spartabestuur aan het Engelse Sunderland. De eerste Sparta-shirts waren tweedehands Sunderland-shirts.
Behalve als innovator stond Sparta ook bekend als een club die soms lastig was. Zo trok men zich in 1897 tijdelijk terug uit de competitie vanwege de vermeende partijdigheid van de scheidsrechters.
Vanaf 1900 speelde Sparta een voortrekkersrol binnen de organisatie van het Nederlandse voetbal. Het bestuur van de Nederlandse Voetbalbond bestond destijds grotendeels uit Spartanen en vanaf 1901 werden door Sparta wedstrijden om de Zilveren Bal georganiseerd, destijds het belangrijkste bekertoernooi.
De eerste officiële thuiswedstrijd van het Nederlands elftal vond in 1905 plaats op initiatief van Sparta in de persoon van Cees van Hasselt. Op 14 mei 1905 werd de Belgische ploeg met 4–0 verslagen. De wedstrijd vond plaats op wat inmiddels al een jaar of tien het Sparta-terrein was: het Schuttersveld in Crooswijk. Korte tijd later verhuisde men naar een terrein aan de nabijgelegen Prinsenlaan.

### Eerste gouden tijd

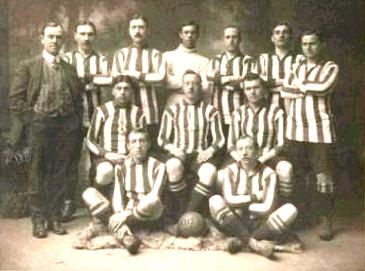
Kampioensfoto van Sparta uit 1913. Staand tweede van links aanvoerder Bok de Korver.

Sportief bouwden de voetballers van Sparta vanaf 1893 een naam op als 'de eeuwige nummer 2'. In haar eerste vijftien jaar in de Hoofdklasse bereikte de club zesmaal de tweede of derde plaats. Hierin kwam in 1909 verandering. Zowel in dat jaar als in 1911, 1912, 1913 en 1915 behaalde Sparta het landskampioenschap. In 1916 werd de club afdelingskampioen. Daarnaast won Sparta in 1909, 1910 en 1911 de NBLO-beker. Deze was de inzet van de strijd tussen de nummers 1 en 2 van de beide afdelingen van de KNVB. Na drie jaar werd de strijd gestaakt omdat de NBLO zo snel na het begin van deze serie geen nieuwe beker ter beschikking wilde stellen. In 1910 en 1913 werd de Zilveren Bal gewonnen. Dat Sparta in deze periode voor het eerst gebruikmaakte van een trainer, de Engelsman Edgar Chadwick, zal ongetwijfeld aan het succes hebben bijgedragen. Sterspelers Bok de Korver, Huug de Groot en Cas Ruffelse speelden eveneens een belangrijke rol.
Op 15 oktober 1916 verhuisde Sparta voor de laatste keer, deze keer naar de polder Spangen in Rotterdam-West. De verhuizing werd voor een groot deel particulier gefinancierd door een groep van 27 inwoners van Rotterdam. Het Spartastadion werd, naar Engels voorbeeld, het middelpunt van de later gebouwde woonwijk en stond vanwege zijn voorgevel met twee torentjes al snel bekend als Het Kasteel.
In 1918 bracht Prins Hendrik als eerste lid van het Koninklijk Huis een officieel bezoek aan een wedstrijd van Sparta. In de jaren die volgden bezochten ook Koningin Wilhelmina, Prinses Juliana en prins Bernhard het stadion, onder meer om jaarlijks de Bloedtransfusiewedstrijd bij te wonen, een initiatief voor het goede doel dat Sparta bij het gouden jubileum een hoge onderscheiding van het Nederlandse Rode Kruis opleverde.

### Tweede gouden tijd

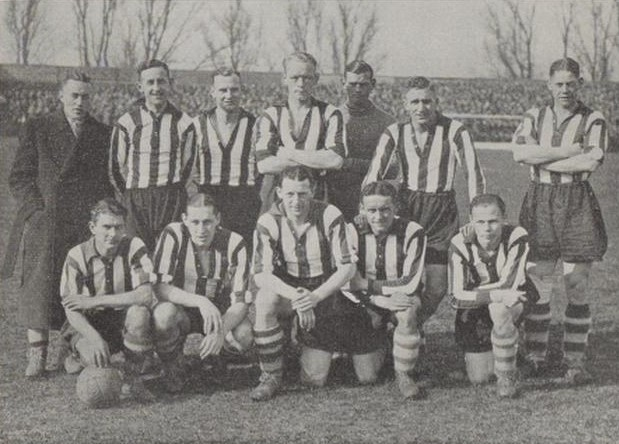
Het eerste elftal van Sparta bij het 50-jarig bestaan in 1938

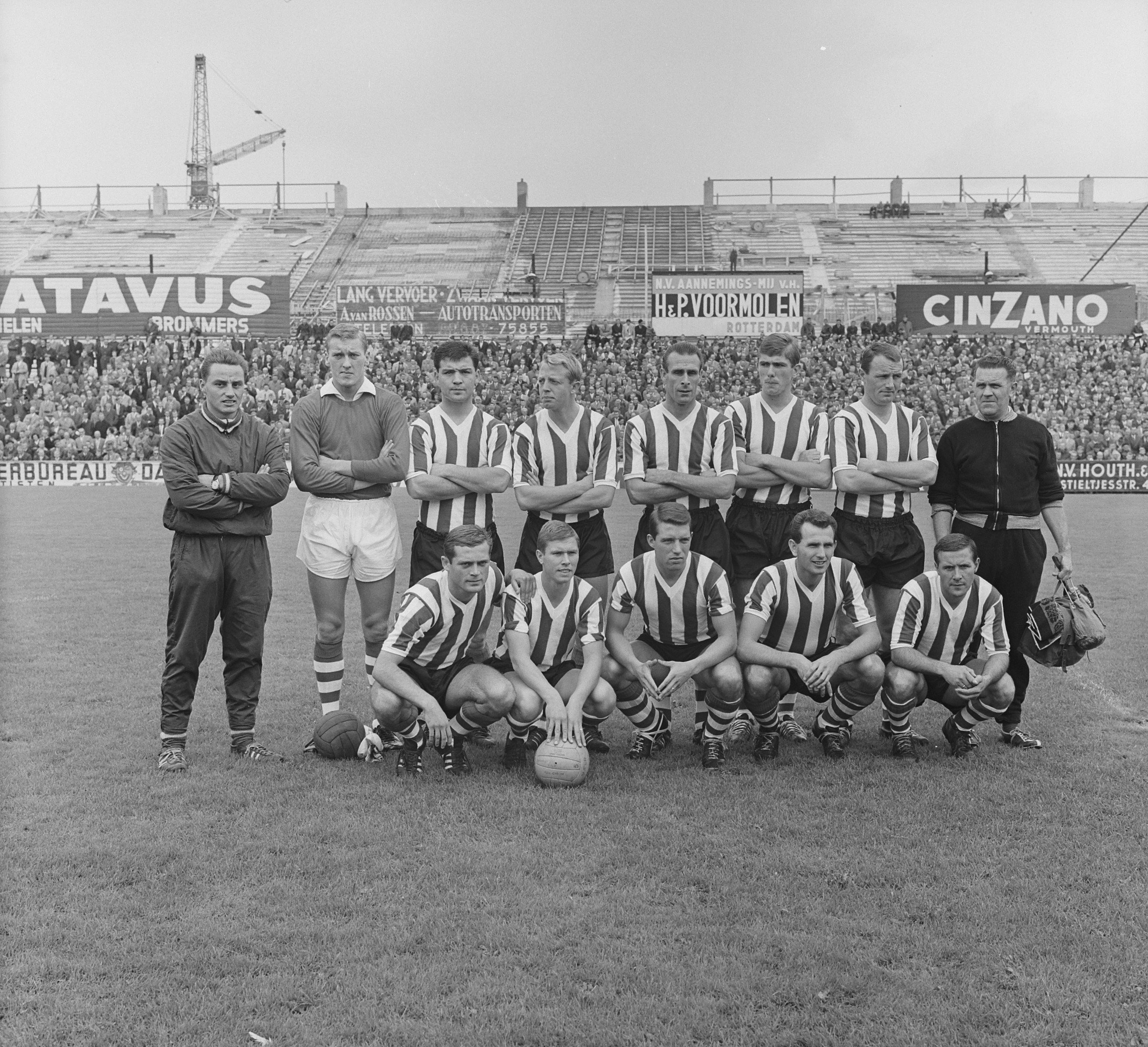
Sparta in augustus 1963

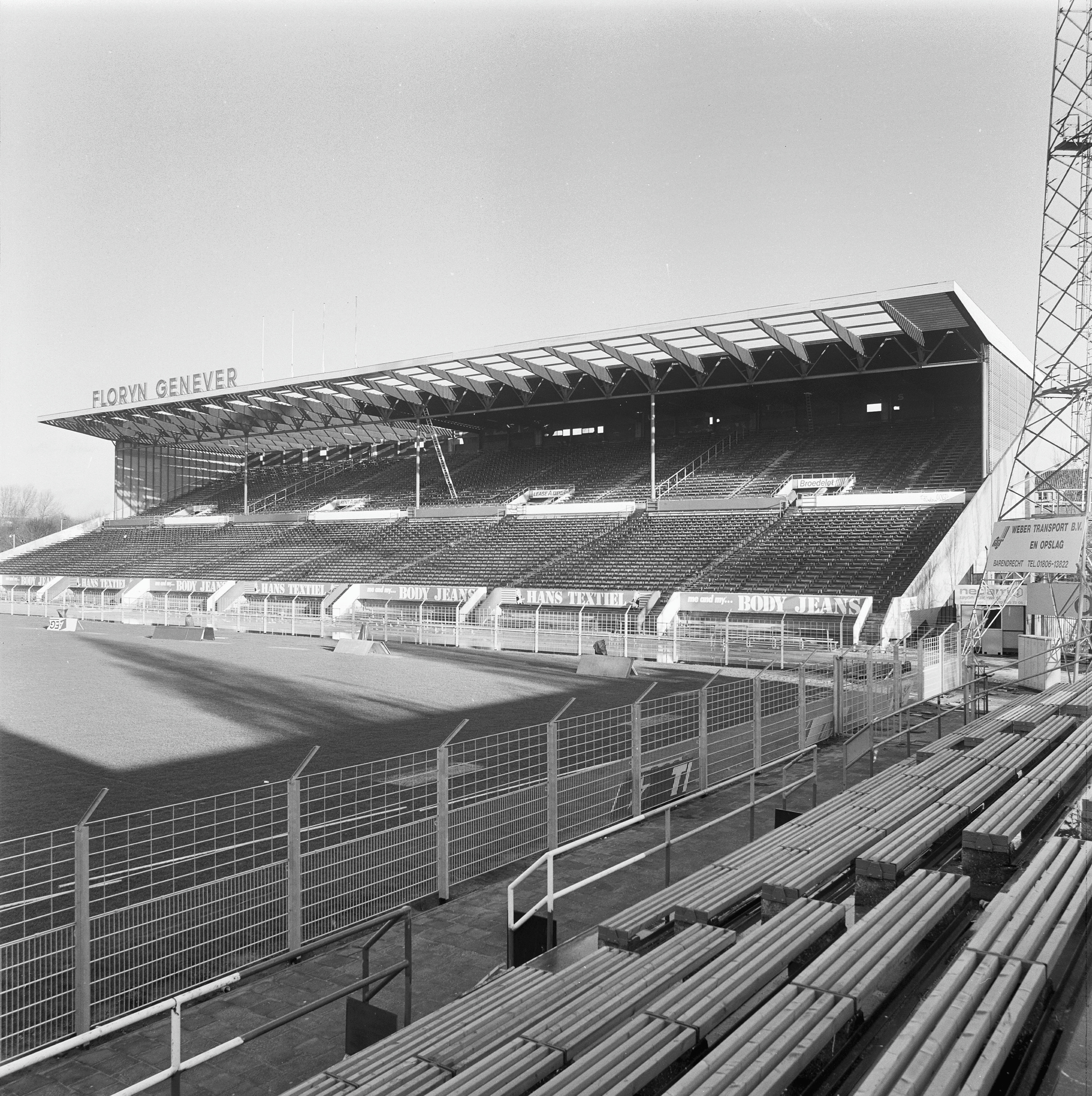
De Schietribune

Hoewel Sparta in de periode na de Eerste Wereldoorlog afdelingskampioen werd in 1925 en 1929, diverse malen op slechts een punt van de titel de tweede plaats bereikte in 1924, 1926, 1928, 1931 en 1940 en met enige regelmaat de Zilveren Bal won (in 1923, 1925, 1929, 1934, 1935 en 1951) brak de tweede echte succesperiode pas in 1952 aan.
In 1953 en 1956 werd Sparta afdelingskampioen; in 1952, 1954 en 1955 werd het tweede. In 1956 kwalificeerde men zich via het kampioenschap, onder leiding van de Engelse coach Denis Neville, naar de nieuw ingestelde eredivisie. Sparta's bestuurslid Jos Coler was in juni 1954 aanwezig bij de "slaapkamerconferentie" van vier voorzitters die leidde tot de invoering van het betaalde voetbal in Nederland. In 1958 won Sparta voor de eerste maal de KNVB Beker en een jaar later werd Sparta, voor het eerst sinds 1915, landskampioen. Op 13 oktober 1957 had Sparta in eigen huis nog met 1–7 klop gekregen van DOS, de latere landskampioen. Aanvoerder Rinus Terlouw was volledig van slag af na de kus van Jayne Mansfield, die de aftrap verrichtte.
Als gevolg van het kampioenschap speelde Sparta in de Europacup I. Nooit eerder kwam een Nederlandse club in dit toernooi zo ver als Sparta. Na winst in de eerste ronde tegen IFK Göteborg lootte Sparta in de kwartfinale de Schotse landskampioen Rangers FC uit Glasgow. De thuiswedstrijd ging met 2–3 verloren, maar in het Ibrox Stadium won Sparta onder het oog van 83.000 toeschouwers verrassend met 0–1. De Schotten trokken in de stromende regen, onder het oog van ruim duizend Nederlandse supporters, de beslissingswedstrijd op het Londense Highbury met 3–2 naar zich toe.
De club was door de successen in de jaren vijftig behoorlijk uit haar jasje gegroeid. In 1961 nam Sparta daarom het jeugdcomplex Nieuw-Vreelust in gebruik. In 1962 begon men met de bouw van de Schietribune, die in 1963 in gebruik werd genomen. De capaciteit van het stadion kwam hierdoor op 31.000 plaatsen. In 1963 besloot men tot het oprichten van de scouting. Onder leiding van Hans Sonneveld trok een team van scouts langs de velden op zoek naar jonge talenten. In de jaren die volgden heeft dit werk Sparta vele tientallen goede voetballers opgeleverd.

### De meeuw
Legendarisch is een gebeurtenis in de wedstrijd Sparta-Feyenoord op 15 november 1970. Met een hoge uittrap raakte Feyenoord-keeper Eddy Treijtel een meeuw, die dood op het veld neerviel. Hans Eijkenbroek, de aanvoerder van Sparta nam het dode dier bij de vleugel en gooide hem over de zijlijn voor de eretribune, waar een medewerker van Sparta hem opraapte.

### Terugval

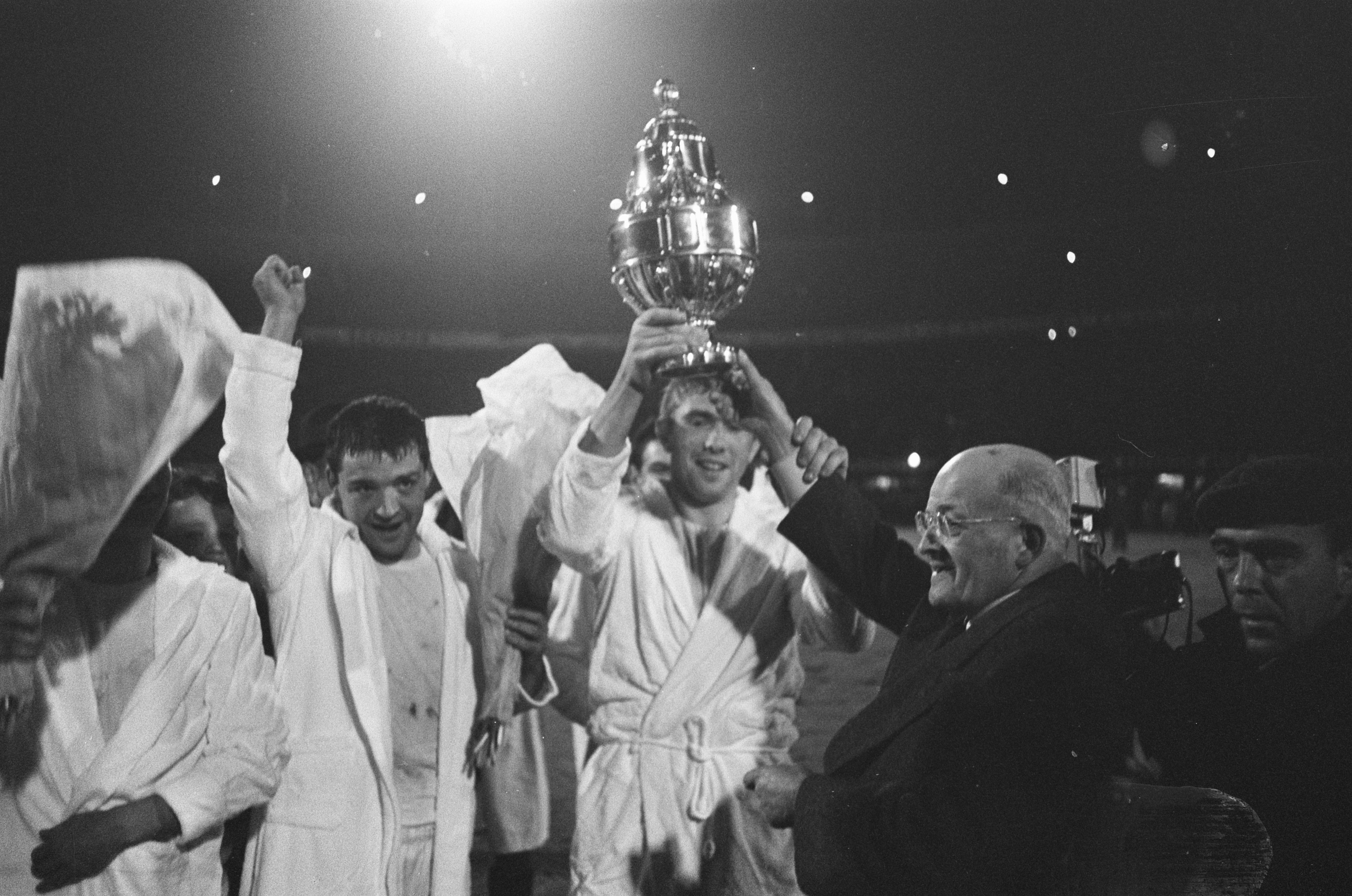
Bekerwinst Sparta tegen ADO in 1966, aanvoerder Eykenbroek met de beker

In de jaren zestig won Sparta nog tweemaal de KNVB beker (1962, 1966). In de seizoenen 1966/67 tot en met 1970/71 behoorde Sparta altijd tot de subtop en begin jaren zeventig finishte Sparta zelfs bij de eerste vier en was Sparta een taaie opponent voor Ajax, Feyenoord en FC Twente, maar daarna nam het succes af. Sparta ontwikkelde zich gedurende de seizoenen 1973/74-1980/81 tot middenmoter, in de seizoenen 1977/78 en 1981/82–1984/85 tot subtopper en in de seizoenen 1985/86–1989/90 weer tot een vaste speler in de middenmoot.
In 1996 werd onder leiding van trainer Henk ten Cate nog wel een goed seizoen beleefd. Sparta eindigde dat jaar als zesde en was verliezend bekerfinalist. Dit was niet genoeg om de gevolgen van de verpaupering van de wijk Spangen en het uitblijven van zekerheid over de toekomst tegen te houden. De voetbalclub zakte in de daaropvolgende jaren af tot de degradatiezone.

### Financiële beperkingen

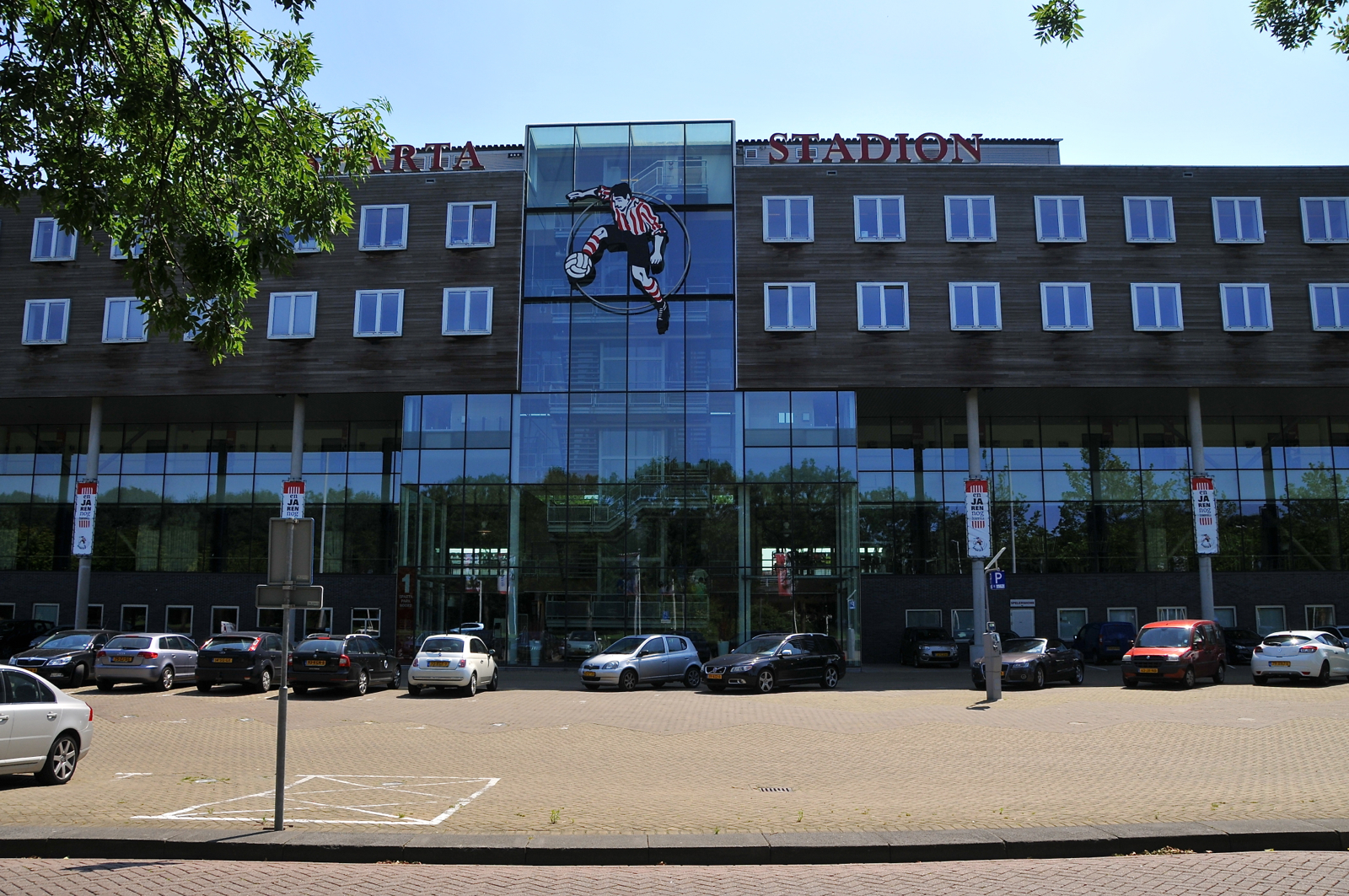
Het nieuwe stadion

Deze terugval had meerdere oorzaken. Ten eerste was er het ontbreken van gemeentelijke steun. Waar andere gemeentes in de jaren zeventig hoge subsidies aan hun voetbalclubs verstrekten, werd dit door de gemeente Rotterdam geweigerd, omdat Rotterdam drie profclubs telde. Gevolg hiervan was dat andere clubs in de jaren zeventig en tachtig vaak de talenten van de Spartaanse voetbalschool konden kopen met overheidsgeld. Door deze ontwikkeling hebben ruim honderd spelers Het Kasteel verruild voor andere clubs die wel subsidiegelden ter beschikking hadden.
Daarnaast kreeg Sparta te maken met een huisvestingsprobleem. De gemeente Rotterdam wilde de locatie van Het Kasteel al sinds de jaren zeventig gaan gebruiken voor woningbouw. Ondanks de vele voorstellen van Burgemeester & Wethouders om naar een andere locatie te verhuizen kwam hier door tegenwerking van derden en de gemeenteraad keer op keer niets van terecht. Dat Het Kasteel inmiddels een verouderd stadion was, was echter wel duidelijk. Sparta liep hierdoor decennialang veel geld mis.
Eind jaren negentig werd, na drieëntwintig jaar onderhandelen over andere locaties, door het college van B&W besloten dat het nieuwe stadion in Spangen zou worden gebouwd. Het Kasteel met de torentjes bleef daarbij behouden. Het stadion, dat in 2000 werd geopend met een wedstrijd tegen de Schotse topclub Glasgow Rangers, kreeg de vertrouwde Rotterdamse naam: Spartastadion Het Kasteel.

### Problematiek
Sportief ging het inmiddels bergafwaarts met Sparta. In het seizoen 1998/99 moest deelname aan de eredivisie voor het eerst via de nacompetitie worden veilig gesteld. In het seizoen 2000/01 werd onder trainer Willem van Hanegem op deze manier ternauwernood lijfsbehoud afgedwongen. In het daaropvolgende seizoen volgde echter de onvermijdelijke klap, onder leiding van trainer Frank Rijkaard degradeerde Sparta voor het eerst in het betaalde voetbal naar de Eerste divisie.
Aan de neergang bleek daarmee nog geen einde te zijn gekomen: het eerste seizoen in de Eerste Divisie was een rampjaar voor Sparta. De club werd achtste en haalde hierdoor niet eens de nacompetitie. In 2003 dreigde Sparta bovendien failliet te gaan. Door de bemoeienis van een groep Sparta-gezinde zakenlieden onder andere bestaande Hans van Heelsbergen en Willem de Jong werd de dreiging afgewend. De gemeente Rotterdam speelde toen wel een ondersteunende rol in de redding van Sparta: zij kocht de aandelen van de BV Stadion Sparta tegen de marktconforme prijs aan na bemiddeling van vastgoedgigant Leo de Jong. Textielmagnaat Hans van Heelsbergen kreeg de leiding over het nieuwe Spartabestuur. De dagelijkse leiding van de club kwam in handen van algemeen directeur Peter Bonthuis.

### De weg naar boven
In het seizoen 2003/04 begon Sparta weer voorzichtig de weg naar boven in te slaan. In het KNVB bekertoernooi werd zelfs de halve finale gehaald, die Sparta na strafschoppen verloor van FC Utrecht. In de competitie deed Sparta lang mee om het kampioenschap maar moest op het eind toch afhaken. Het daaropvolgende seizoen werd een succesvol jaar. Sparta deed tot op de laatste speeldag mee voor het kampioenschap, dat uiteindelijk naar Heracles Almelo ging. De topscorerslijst van de Eerste Divisie werd aan het eind van het seizoen aangevoerd door drie Spartanen: Danny Koevermans (24 doelpunten), Ricky van den Bergh (22) en Riga Mustapha (22). In de nacompetitie werd vervolgens de eerste wedstrijd verloren. Naar aanleiding daarvan werd trainer Mike Snoei ontslagen. Oud-Spartaan Adri van Tiggelen volgde hem tijdelijk op. Sparta won de laatste vijf wedstrijden en promoveerde op 9 juni 2005 alsnog naar de Eredivisie.

### Terug op het hoogste niveau
Sparta behaalde in het seizoen 2005/06 onder de nieuwe trainer Wiljan Vloet een veertiende plaats. Het volgende seizoen werd afgesloten met een dertiende plaats. In 2007 werd Vloet opgevolgd door Gert Aandewiel. Hij kon echter geen resultaten boeken en werd op 11 november op non-actief gesteld. Na een tijdelijke leiding door weer Adri van Tiggelen werd op 24 december 2007 Foeke Booy hoofdtrainer. Sparta eindigde het seizoen opnieuw als dertiende. Het eerste en laatste volledige seizoen onder leiding van Booy werd tevens afgesloten met een enigszins teleurstellende dertiende plaats. Dit resultaat werd gerealiseerd met een opmerkelijk jong elftal met veel spelers uit de eigen jeugd. Als beloning voor de opleiding kreeg Sparta in 2009, naast weer een groot aantal kampioenselftallen, de titel Beste jeugdopleiding van Nederland. Sparta beëindigde het seizoen 2009/10 op de zestiende plaats en moest nacompetitie spelen. Onder leiding van Aad de Mos werd na een beslissende wedstrijd tegen stadgenoot Excelsior het klassebehoud uit handen gegeven.

### Terug in de eerste divisie
In het eerste seizoen na de degradatie werd de ambitie uitgesproken om direct terug te keren op het hoogste niveau. De nieuwe trainer Jan Everse had op papier de beschikking over een goede selectie, met onder anderen Kevin Strootman, Lerin Duarte, Nathan Rutjes, Joey Godee en Ruud Knol. De kersverse technisch directeur Rob Baan haalde bovendien een aantal gelouterde spelers, zoals Johan Voskamp en René van Dieren. Het seizoen begon redelijk met onder meer een historische 12–1 thuisoverwinning op Almere City FC. Debutant Johan Voskamp scoorde acht keer in die wedstrijd. In de eerste periode eindigde Sparta op een tweede plek en de verwachting was dat de club zou meedoen om het kampioenschap. De prestaties werden na de goede start echter minder en minder, daardoor eindigde uiteindelijk op de negende positie, de slechtste rangschikking uit de historie. Jan Everse en Rob Baan waren inmiddels opgestapt en interim-trainer Jos van Eck kon het tij niet keren. Als dank voor de geleverde 'prestaties' werden tot vreugde van de supporters meer dan vijftien spelerscontracten door de nieuw aangetreden directie niet voortgezet. Tevens werd Wiljan Vloet aangesteld in een dubbelfunctie als algemeen en technisch directeur. Hij volgde hiermee Peter Bonthuis en Rob Baan op.
De nieuwe trainer Michel Vonk beschikte dit seizoen over een bijna volledige nieuwe selectie. Ondanks stevige kritiek van de supporters, vooral vanwege het betonvoetbal dat Vonk placht te spelen eindigde Sparta op een tweede plek. Na de winterstop mocht er, na acht overwinningen op rij, zelfs even aan de titel gedacht worden. Deze moest echter aan PEC Zwolle gelaten worden. In de play-offs stelde Sparta teleur en kwam het niet verder dan de eerste ronde. Willem II, dat uiteindelijk ook promoveerde, was over twee wedstrijden te sterk.
Ook in 2012/13 waren de verwachtingen hooggespannen. Er vertrokken geen bepalende spelers en Vloet kon opnieuw enkele ervaren spelers halen, onder wie Pieter Nys en Danny Buijs. Tevens stonden de talenten Iliass Bel Hassani en Mimoun Mahi op het punt van doorbreken. Sparta speelde een constant seizoen en hoewel het voetbal niet altijd even goed was en er vlak voor de winterstop veel punten verspeeld werden stond de club in februari 2013 op een comfortabele voorsprong. Met een 1–4 overwinning in en tegen Volendam leek de titel Sparta bijna niet meer te kunnen ontgaan. Het elftal stortte echter in, met een 1-5 thuisnederlaag tegen FC Den Bosch als dieptepunt. Tot overmaat van ramp werd de verjaardagswedstrijd thuis tegen FC Emmen met 1–0 verloren. Wiljan Vloet kon zijn protegé niet meer beschermen en ontsloeg Michel Vonk. Zijn opvolger Henk ten Cate bleef tot de laatste wedstrijd ongeslagen. In die laatste wedstrijd, de finale van de play-offs, verloor Sparta pas in de laatste minuut van Roda JC Kerkrade, en miste daardoor op een haar na de promotie naar de Eredivisie.
Twee dagen na het echec in Kerkrade werd Adrie Bogers aangesteld als hoofdcoach. Bogers moest gaandeweg het seizoen het veld ruimen, waarna Gert Kruys werd aangesteld, op voorspraak van Leo Beenhakker die inmiddels was toegetreden tot de Raad van Commissarissen. Niet veel later vertrokken Wiljan Vloet en de volledige Raad van Commissarissen, onder druk van sponsoren en supporters. Slechts nieuwbakken lid Beenhakker mocht aanblijven, zij het in een andere functie. Onder de leiding van Kruys beleefde Sparta een dramatische tweede seizoenshelft en eindigde de club op een zestiende plaats, het slechtste resultaat ooit. Maar doordat de club de tweede periodetitel had behaald, mocht zijn ploeg toch deelnemen aan de play-offs promotie/degradatie. Sparta richtte zichzelf daarin op en won van achtereenvolgens FC Eindhoven en N.E.C., dat daardoor degradeerde. In de derde en beslissende wedstrijd bleek FC Dordrecht te sterk over twee duels.
Na het missen van promotie in het vorige seizoen moest Sparta pas op de plaats maken. De club wordt niet meer gezien als kampioenskandidaat en Leo Beenhakker moest samen met de teruggekeerde Dolf Roks een nieuwe selectie samenstellen. Gert Kruys bleef voorlopig aan als trainer, maar werd in november uiteindelijk toch ontslagen. Zijn opvolger was Alex Pastoor. Sparta presteerde na de winterstop wisselvallig, maar had op de laatste speeldag het behalen van playoffs alsnog in eigen hand. De thuiswedstrijd tegen het reeds geplaatste De Graafschap eindigde echter in 1–1 en doordat concurrent VVV-Venlo met 3–1 van kampioen N.E.C. won greep Sparta naast een play-off ticket.
Pastoor haalde in de zomer van 2015 de bezem door de selectie. Sparta begon het seizoen zonder veel verwachtingen. De degradanten Go Ahead Eagles en vooral NAC Breda waren de grote favorieten voor de titel, terwijl Sparta zich het behalen van play-offs als doelstelling had opgelegd. Hoewel Sparta tegen pijnlijke nederlagen aanliep bij zowel Go Ahead Eagles als NAC Breda was het op het eigen Kasteel ongenaakbaar. Alle thuiswedstrijden werden in winst omgezet en ook in de uitwedstrijden sprokkelde Sparta voldoende punten bijeen. Sparta kroonde zich tot winterkampioen, met vijf punten voorsprong op naaste achtervolger VVV Venlo. Sparta kwam voortvarend uit de winterstop terwijl de concurrentie punten bleef verspelen. Voorafgaand aan de thuiswedstrijd tegen Go Ahead Eagles, op zondag 28 februari, ontving de club uit handen van de Rotterdamse burgemeester Ahmed Aboutaleb de zogeheten Koninklijke Erepenning vanwege de maatschappelijke verdiensten van de ruim 125 jaar oude club uit Spangen. Sparta won vervolgens het duel tegen de club uit Deventer met 3–1 en behaalde daarmee de dertiende thuisoverwinning op rij. Dat betekende een evenaring van het clubrecord uit het seizoen 1966/67. Sparta leek op sublieme wijze op het kampioenschap af te stomen, maar de maand maart bracht zorgen. Uit bij FC Oss en thuis tegen FC Emmen verbloemden late goals nog het slechte spel van Sparta, maar uit bij Almere City FC werd tegen de eerste nederlaag sinds oktober 2015 aangelopen. Vervolgens kwam Sparta thuis tegen Fortuna Sittard, thuis tegen NAC Breda en uit bij Helmond Sport niet verder dan een 1–1 gelijkspel, waardoor Sparta in vier wedstrijden negen punten verloor en de voorsprong op VVV-Venlo was geslonken tot zeven punten. Sparta herpakte zichzelf echter op tijd en op maandag 11 april werd een 3–1 overwinning op Jong Ajax behaald, daardoor kon Sparta niet meer ingehaald worden en werd het kampioen. In de resterende drie wedstrijden van het seizoen was de pijp duidelijk leeg en werd er alleen nog gewonnen in de uitwedstrijd bij MVV Maastricht. Uit bij FC Volendam verloor Sparta met 2–0 en FC Dordrecht bezorgde Sparta op de laatste speeldag zijn eerste thuisnederlaag, het werd 2–3.

### Kort terug in de Eredivisie
In het seizoen 2016/17 keerde Sparta na zes seizoenen terug in de Eredivisie. Met Alex Pastoor aan het roer won de ploeg negen van zijn 34 competitiewedstrijden en werd zeven keer gelijkgespeeld. Een 3-1 winst uit bij het al gedegradeerde Go Ahead Eagles op de slotdag van de competitie zorgde voor lijfsbehoud. Sparta eindigde hierdoor als vijftiende met 34 punten. Dit waren er net zoveel als nummer zestien N.E.C., maar het doelsaldo van Sparta was beduidend beter.
Sparta beleefde een matige start van het seizoen 2017/18. In de eerste wedstrijd ging de ploeg met 3–0 onderuit op het kunstgras van promovendus VVV-Venlo. De kritiek op coach Pastoor nam gaandeweg toe. Hij wist alleen te winnen van FC Twente en FC Groningen. Op zondag 17 december 2017 kreeg hij zijn ontslag, vlak na de 7–0 oorwassing van de Rotterdamse club voor eigen publiek tegen stadsgenoot Feyenoord. Hoofd jeugdopleiding Dolf Roks, die in het verleden al als trainer, assistent en technisch directeur werkzaam was bij de Kasteelclub, nam zijn taken op interim-basis over. Later stelde de club oud-speler Dick Advocaat aan als hoofdtrainer. De voormalig bondscoach tekende voor een half jaar en kreeg de opdracht mee om Sparta te behouden voor de eredivisie. Ondanks de aanwezigheid van de ervaren Advocaat, en zijn assistenten Cor Pot en Fred Grim, bleef Sparta niet behouden voor de Eredivisie; na een 0–0 uit en 1–3 thuis tegen FC Emmen in de finale van de play-offs zou de Kasteelclub in het seizoen 2018/19 weer in de Eerste divisie uitkomen.

### Herstart
Onder leiding van technisch directeur Henk van Stee en de nieuwe trainer Henk Fraser bouwde Sparta aan een nieuw basis voor een terugkeer op het hoogste niveau. De ploeg kende in 2018/19 een wisselvallig seizoen. Het won nog wel de eerste periode, maar kon in het restant van de competitie de latere kampioen FC Twente niet bijbenen en eindigde uiteindelijk als tweede op de ranglijst. In de eerste ronde van de play-offs werd Top Oss met relatief gemak aan de kant gezet waarna eredivisionist De Graafschap de tegenstander was in de allesbeslissende finale. Na een valse start op het Kasteel (1–2) moest Sparta minimaal twee keer scoren op De Vijverberg om te promoveren. Lange tijd bleef het 0–0 en leek Sparta promotie mis te lopen. In het laatste kwartier wist Sparta echter alsnog twee goals te maken. De Graafschap was aangeslagen en de 0-2 voorsprong van Sparta kwam niet meer in gevaar waardoor Sparta na één seizoen afwezigheid weer promoveerde naar de Eredivisie.
Intussen had het clubbestuur zijn financiële armslag vergroot door in het voorjaar van 2019 een driejarig samenwerkingscontract te sluiten met Ajax. De Amsterdammers betalen een vast jaarlijks bedrag en mogen daarvoor drie jeugdspelers uitzoeken. Wanneer Ajax later zo'n speler verkoopt, krijgt Sparta nog een percentage van de opbrengst. In Het Kasteel hing na het bekend worden van de overeenkomst een spandoek met de tekst: "Geen talent in de UFO-tent".
Sparta begon na zijn terugkeer in de Eredivisie met acht punten uit vier wedstrijden. Na nederlagen tegen Ajax en AZ volgden er zeven punten uit de volgende drie wedstrijden. Daarna werd het punten sprokkelen. Mede door ook nog overwinningen op Vitesse en AZ, stond de ploeg in de winterstop op de elfde plaats. Deze plaats nam de club ook in toen de competitie in 2020 wegens de coronacrisis werd afgebroken.
In het seizoen 2021/22 stond Sparta Rotterdam vier wedstrijden voor het einde op een degradatieplek. Hierdoor moest trainer Henk Fraser het veld ruimen en begon Maurice Steijn, die eigenlijk pas in het nieuwe seizoen bij de club zou starten, eerder aan de klus. Onder zijn leiding haalden de Rotterdammers 10 punten uit de laatste vier wedstrijden en handhaafden ze zich rechtstreeks in de Eredivisie.

## Erelijst
| Competitie                                         | Aantal | Jaren                                                                     |
| -------------------------------------------------- | ------ | ------------------------------------------------------------------------- |
| Nederlands landskampioenschap                      | 6×     | 1908/09, 1910/11, 1911/12, 1912/13, 1914/15, 1958/59                      |
| Eerste divisie                                     | 1×     | 2015/16                                                                   |
| KNVB beker                                         | 3×     | 1958, 1961/62, 1965/66                                                    |
| Zilveren Bal                                       | 8×     | 1910, 1913, 1923, 1925, 1929, 1934, 1935, 1951                            |
| Kampioenschappen voetbal van gewestelijke afdeling | 10×    | (inclusief de jaren van de titels voor 1959) 1916, 1925, 1929, 1953, 1956 |
| NBLO-beker                                         | 3×     | 1909, 1910, 1911                                                          |
| Prinses Juliana-beker                              | 2×     | 1953, 1954                                                                |

## Clubcultuur

### Spartamarsch
In 1909 componeerde Jaap Blazer ter gelegenheid van Sparta's eerste landskampioenschap een Marsch voor piano, opgedragen aan de RV en AV Sparta. Een fragment:
Wel een der schoonste namen
Op den lijst van den NVB
Is het Rotterdamsche Sparta
De eeuwig nummer twee.
Nu eind'lijk dan gebroken
Met de oude manier van doen
Is zij na twintig jaren
Neerlandsch Kampioen.
Bij het kampioenschap van 1925 werden op Blazers compositie twee aanvullende coupletten gemaakt. Cor Emeis maakte in zijn aanvulling voor het eerst gebruik van de spelling van de clubnaam om de tekst af te sluiten.
En nu, in vijfentwintig
Is, luid klink' ons "Hoera"!
Kampioen van hare afdeeling
S...P...A...R...T...A...!
Omstreeks 1930 is de tekst voor het laatst veranderd door Jan Wolff, die gedurende vele jaren actief was als eindredacteur van clubblad De Spartaan, administrateur en bestuurslid. Van Wolff werd gezegd dat: "Hij deed of Sparta van hem was." Deze versie doet tegenwoordig onder de naam Spartamarsch nog dienst als Sparta's clublied:

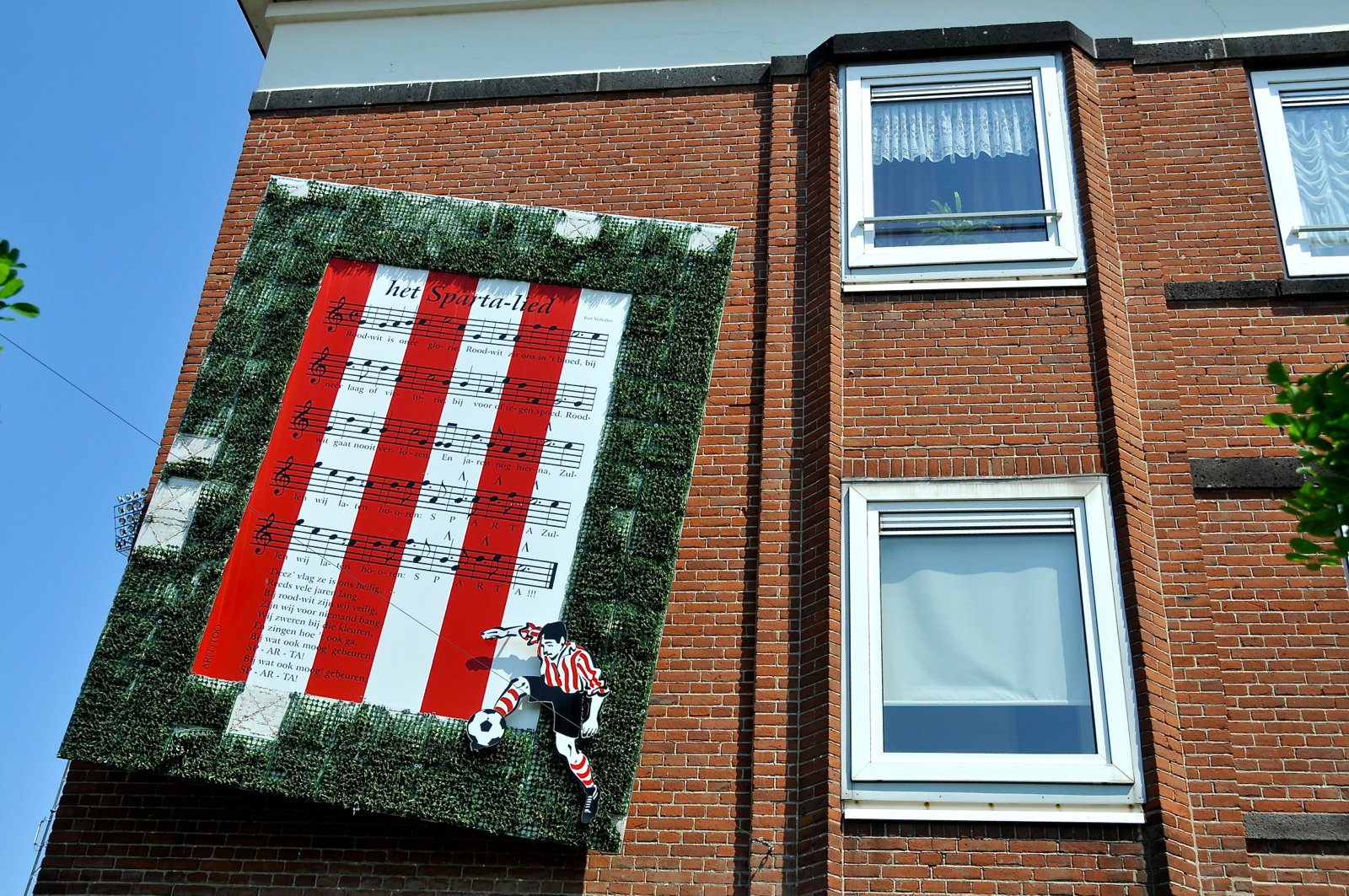
Het lied hangt vlak bij de voormalige hoofdingang aan de muur

Rood-Wit is onze glorie
Rood-Wit zit ons in ’t bloed
Bij neerlaag of victorie
In voor- en tegenspoed
Rood-Wit gaat nooit verloren
En jaren nog hierna
Zullen wij laten horen
S-P... A-R... T-A...!
Deez'vlag zij is ons heilig
Reeds tal van jaren lang
Bij Rood-Wit zijn wij veilig
Zijn wij voor niemand bang
Wij zweren bij die kleuren
En zingen hoe 't ook ga
Bij wat ook moog' gebeuren
S-P... A-R... T-A...!

### Sparta-Piet
Vanaf het seizoen 1920/21 werd in het weekblad De Sport door J. Lutz een cartoon over een Sparta-supporter met de weinig verhullende naam `Den Optimist` gepubliceerd. In latere jaren nam Charles Cocheret het maken van de tekeningen in De Sportkroniek - Weekblad voor sport voor zijn rekening. In de cartoons speelde de kanarie Sparta-Piet een belangrijke rol.
De strip is bedacht en gedurende een lange reeks van jaren geschreven door journalist Doe Hans. Een wollen replica van de vogel werd Sparta's mascotte. Een tijd lang hing het kooitje bijvoorbeeld bij Sparta in het doel. De naam Sparta-Piet werd spreekwoordelijk voor de fanatieke Sparta aanhanger.
In 1953 blies supporter Frans Heijster deze Sparta Piet-traditie nieuw leven in door een kanariepiet in een kooitje mee te nemen naar alle uit- en thuiswedstrijden. Na de dood van het vogeltje werd het vervangen door een wollen exemplaar. Frans Heijster stond bekend als "de Sparta-Piet" en groeide uit tot een landelijke beroemdheid. In 1978 werd hij, vanwege zijn toewijding aan de club, onderscheiden met de ere-medaille in zilver van de Orde van Oranje-Nassau. In 1988 stopte Frans Heijster, na 35 jaren van trouwe dienst, met het meedragen van zijn karakteristieke vogelkooitje.
Sinds het seizoen 2000 is Sparta-Piet een groene vogel in Sparta-tenue. Als officiële mascotte van De Spartaantjes, de kidsclub voor jeugdige Sparta-fans, luistert hij de thuiswedstrijden met zijn aanwezigheid op.

### Rood-witte mannendiner
Het rood-witte mannendiner werd voor het eerst gehouden ter gelegenheid van het gouden jubileum van Sparta in 1938. Op deze bijeenkomst werd op initiatief van Abraham Emeis besloten het diner, waar alleen mannen mogen komen, jaarlijks op de verjaardag van de club te organiseren.
De gedachte achter het diner was van oorsprong om de onderlinge band tussen spelers, trainers, medewerkers, leden en supporters te versterken. De bijeenkomsten, in de loop der jaren gehouden in onder meer hotel Atlanta, hotel Hilton, restaurant Engels en het World Trade Center, lieten zich karakteriseren door het sterk clubgebonden en traditionele karakter van de avonden.
In de laatste 15 jaar, sinds het afscheid van het organiserende Comité van Tien, heeft het diner het exclusieve karakter enigszins verloren. Naast de Spartaanse gasten zijn bekende Nederlanders, journalisten en mensen van andere verenigingen tijdens de afgelopen edities te gast geweest bij het jaarlijkse diner.
Sinds de jaren zeventig zijn diverse Rood-witte vrouwendiners gehouden. Na jaren van onregelmatige frequentie wordt dit diner tegenwoordig jaarlijks gehouden.
Een grote editie van het Rood-witte mannendiner is in 2008 gehouden op de honderdtwintigste verjaardag van Sparta, een week later gevolgd door het Rood-witte vrouwendiner. Beide avonden waren gevuld met een ruim programma van entertainment, culinaire hoogstandjes, speciale gasten en diverse verrassingen.

### Delftsblauw Bord
Het Delftsblauw Bord met de afbeelding van Het Kasteel erop wordt uitgereikt door directie/management van Sparta Rotterdam, onder de volgende voorwaarden:
- Medewerker moet 12,5 jaar onafgebroken in dienst zijn
- Als vrijwilliger 25 jaar onafgebroken actief zijn
- Speler heeft 250 officiële wedstrijden gespeeld in het eerste van de club
- Personen met bijzondere verdiensten voor de club

### Uitdrukkingen en begrippen
- Sparta naar vóóóre! – Spartaanse kreet die regelmatig gebezigd wordt door Spartafan Jules Deelder, in zijn verhalen over de jaren 50.
- Zullen wij laten horen: S.P.A.R.T.A. – Laatste regels van de Spartamarsch die vaak als yell worden aangeheven.
- Spartabal – Kreet om aan te geven dat Sparta het balbezit zou verdienen, bijvoorbeeld bij een inworp.
- Sparta is de club van Rotterdam. – Yell waarmee Feyenoord op de hak genomen wordt. De kreet wordt ook door tegenstanders van Feyenoord gevoerd om de spot te drijven met de club van Zuid.
- Boeren (van Zuid) of kortweg Zuid – Bijnaam voor Feyenoord, dat uit Rotterdam-Zuid komt. Veel bewoners van Zuid zijn of stammen af van migranten uit Limburg, Zeeland, Gelderland en Brabant. Dezen zijn vaak voormalig boeren.
- Hoeren – Scheldnaam voor stadsgenoot Excelsior. Stamt uit de jaren 90 toen Excelsior de satellietclub van Feyenoord werd.
- Schopt Poten Armen Ribben Tot Appelmoes – Backroniem waarmee in het verre verleden de fysieke, Engelse speelstijl van Sparta werd beschreven.
- In The Winning Mood – Fanzine dat vanaf 1992 onafhankelijk van de club wordt uitgegeven. Het is daarmee het oudste voetbalfanzine van Nederland. In de zomer van 2006 werd de papieren versie opgeheven.[18] In The Winning Mood bestaat sindsdien alleen nog als website.
- Andro Knel-bokaal – Cup waar de supporterselftallen van Sparta en NAC Breda om strijden op de middag voorafgaand aan competitieduels tussen beide clubs. De prijs is vernoemd naar de in 1989 bij de SLM-ramp omgekomen voetballer Andro Knel, die enkele maanden voor zijn overlijden van Sparta naar NAC was getransfereerd.

## Rivaliteit

#### Rivaliteit met Feyenoord
Vanuit historisch oogpunt is Feyenoord de aartsrivaal van de club uit Rotterdam West. Sparta, de Kasteelheren, werd gezien als een chique club, terwijl Feyenoord als volksclub te boek staat. De derby's tussen beide partijen staan daarnaast al jaren in het teken van 'de club van Rotterdam'. 

#### Rivaliteit met Excelsior
Het stadion van Excelsior Rotterdam is gelegen in Kralingen (vroeger een zelfstandige gemeente), in het oostelijk deel van de stad, terwijl Sparta Rotterdam afkomstig is uit Spangen. Van oudsher speelden beide clubs vaker tegen elkaar dan tegen Feyenoord. Supporters van Sparta Rotterdam hebben een sterke mening over de samenwerking die er tussen Feyenoord en Excelsior was. De derby tussen Sparta Rotterdam en Excelsior in 2010 was spectaculair, toen Excelsior ten koste van Sparta de Eredivisie in ging door een doelpunt van Guyon Fernandez in de 94e minuut.

## Vriendschapsbanden

#### Vriendschapsband met NAC Breda
Supporters van Sparta hebben een vriendschapsband met de supporters van NAC Breda. Aan de warme banden met Sparta ging noodlottig ongeval aan vooraf. Andro Knel, oud-speler van zowel Sparta als NAC, overleed in 1989 tijdens de vliegtuigcrash van het Nederlands Kleurrijk Elftal.

## Maatschappelijke activiteiten

### Bloedtransfusiewedstrijd
Tussen 1931 en 1939 was de jaarlijks gespeelde Bloedtransfusiewedstrijd tussen Sparta en Feyenoord een begrip in Rotterdam. De opbrengst van deze liefdadigheidswedstrijden kwamen geheel ten goede van de in Rotterdam gevestigde bloedtransfusiedienst van het Rode Kruis. Deze serie wedstrijden ontstond uit de vriendschap tussen Jan Wolff en de voorzitter van de bloedtransfusiedienst. Dr. H.C.J.M. van Dijk was naast zijn werk voor de bloedtransfusiedienst werkzaam als geneesheer in het Sint Franciscus Gasthuis aan de Schiekade.
Jan Wolff wist de besturen van diverse clubs ervan te overtuigen alle mogelijke medewerking aan de organisatie van de benefietwedstrijd te geven. Diverse clubs lieten hem weten tegen Sparta te willen spelen voor het goede doel. Uiteindelijk viel de keuze op Feyenoord als sparringpartner voor Sparta. Een bijkomend voordeel voor de organisatie was dat Sparta Het Kasteel gratis ter beschikking van het Rode Kruis stelde.
De grote inspanningen van Dr. H.C.J.M. van Dijk en Jan Wolff wekte grote interesse binnen en buiten de sportwereld. Een belangstelling die werd vergroot toen bleek dat de prijsuitreiking jaarlijks zou worden gedaan door een lid van het Koninklijk Huis. In de praktijk waren dit Prins Hendrik en na diens overlijden Prinses Juliana.

### Maas- en Scheldebeker
De beste voetballers van Rotterdam en Antwerpen speelden tussen 1909 en 1959 een jaarlijkse onderlinge wedstrijd om de Maas- en Scheldebeker. Afgesproken werd om de wedstrijd om de beurt op Het Kasteel Sparta Rotterdam in Rotterdam en De Bosuil Royal Antwerp Football Club in Antwerpen te spelen. De beker werd in 1909 ter beschikking gesteld door Antwerpenaar P. Havenith en Rotterdammer Cees van Hasselt.

### Tweede Wereldoorlog
Direct na de bombardementen van 1940 en 1943 werd Het Kasteel ter beschikking gesteld voor het werk van het Rode Kruis. De terreinen werden gebruikt voor de opvang van de bewoners van Rotterdam die bijna alles kwijt waren geraakt. Voor deze groep werden op initiatief van het bestuur 200 à 300 plaatsen van alle wedstrijden gespeeld op het terrein gereserveerd.
In deze periode speelde naast Sparta onder meer VOC, Neptunus, Excelsior, RFC en Feyenoord regelmatig hun thuiswedstrijden op Het Kasteel. Een intensieve bespeling van de velden die werd georganiseerd door de plannerscapaciteiten van administrateur Jan Wolff, waarbij niet kon worden voorkomen dat de faciliteiten voor trainingen verre van optimaal waren door de omstandigheden.
In 1943, 1944 en 1945 werd Het Kasteel gebruikt als centraal uitdeelpunt van voedsel voor honderden bewoners van de omliggende wijken. Vanwege de verslechterde omstandigheden worden de competities op 10 november 1944 stopgezet. De Arbeitseinsatz en, de mede door bemiddeling vanuit Sparta, ondergedoken personen leidden tot een grote daling in het aantal voor de wedstrijden beschikbare leden.
Na de bevrijding in 1945 maakten strijders uit Engeland, Canada en de Verenigde Staten gebruik van het terrein. Ook het Rode Kruis en de Binnenlandse strijdkrachten maakten met regelmaat gebruik van Het Kasteel. Tussen het werk van deze humanitaire organisaties door werd vanaf 20 mei 1945 de Bevrijdingscompetitie gespeeld. Sparta won de eerste naoorlogse wedstrijd die werd gespeeld in Rotterdam met 5-0 van RFC.

## Sponsoren
- 1982–1985: Efteling
- 1985–1987: Burroughs Corporation
- 1987–1988: Unisys
- 1988–1990: Dixons
- 1990–1991: Gunco
- 1991–1993: Renault
- 1993–1994: Econosto
- 1994–1996: De Mandemakers Groep
- 1996–2002: De Goudse verzekeringen
- 2002–2004: Aegis
- 2004–2011: Graydon Holding N.V.
- 2011–2013: Euro Products
- 2013–2017: Axidus
- 2017–2018; Centric
- 2018–2022: D&S Groep
- 2022–heden: De Goudse verzekeringen

## Organisatie
| Functie                 | Naam                  | Sinds                 |
| Stichting Sparta 1888   | Stichting Sparta 1888 | Stichting Sparta 1888 |
| ----------------------- | --------------------- | --------------------- |
| Voorzitter              | Geert Wennekes        | 2015                  |
| Leden                   | Fred Gorter           | 2021                  |
| Leden                   | Bart Hoving           | 2020                  |
| Leden                   | Bob Sinke             | 2021                  |
| Leden                   | Tjarco Stikkers       | 2024                  |
| Raad van Commissarissen |                       |                       |
| President-Commissaris   | Leo Ruijs             | 2019                  |
| Commissarissen          | Alex Klein            | 2023                  |
| Commissarissen          | Hans de Koning        | 2022                  |
| Commissarissen          | Jeanet van der Laan   | 2024                  |
| Commissarissen          | Dave Maasland         | 2023                  |
| Directie                |                       |                       |
| Algemeen directeur      | Manfred Laros         | 2014                  |
| Technisch directeur     | Gerard Nijkamp        | 2021                  |

Laatste update: 12 maart 2025

## Eerste elftal

### Selectie
| Nr.           | Naam                | Sinds      | Contract   | Vorige club            |
| Doelmannen    | Doelmannen          | Doelmannen | Doelmannen | Doelmannen             |
| ------------- | ------------------- | ---------- | ---------- | ---------------------- |
|               | Filip Bednarek      | 2025       | 2027       | Lech Poznan            |
|               | Joël Drommel        | 2025       | huur       | PSV                    |
|               | Pascal Kuiper       | 2025       | 2026       | Excelsior Rotterdam    |
| Verdedigers   |                     |            |            |                        |
|               | Patrick van Aanholt | 2024       | 2026       | Galatasaray SK         |
|               | Saïd Bakari         | 2023       | 2026       | RKC Waalwijk           |
|               | Mike Kleijn         | 2024       | 2028       | Feyenoord              |
|               | Max de Ligt         | 2025       | 2026       |                        |
|               | Bruno Martins Indi  | 2025       | 2027       | AZ                     |
|               | Teo Quintero        | 2024       | 2027       | KMSK Deinze            |
|               | Shurandy Sambo      | 2025       | huur       | Burnley FC             |
|               | Tijs Velthuis       | 2023       | 2028       | US Sassuolo            |
|               | Marvin Young        | 2024       | 2029       |                        |
| Middenvelders |                     |            |            |                        |
|               | Julian Baas         | 2024       | 2026       | Eintracht Braunschweig |
|               | Pelle Clement       | 2023       | 2026       | RKC Waalwijk           |
|               | Lance Duijvestijn   | 2025       | 2029       | Excelsior Rotterdam    |
|               | Jonathan de Guzman  | 2022       | 2026       | OFI Kreta              |
|               | Joshua Kitolano     | 2022       | 2026       | Odds BK                |
|               | Ayoni Santos        | 2025       | 2029       |                        |
|               | Jens Toornstra      | 2025       | 2027       | FC Utrecht             |
| Aanvallers    |                     |            |            |                        |
|               | Mitchell van Bergen | 2025       | 2029       | FC Twente              |
|               | Tobias Lauritsen    | 2022       | 2026       | Odds BK                |
|               | Sayfallah Ltaief    | 2025       | huur       | FC Twente              |
|               | Shunsuke Mito       | 2024       | 2028       | Albirex Niigata        |
|               | Ayoub Oufkir        | 2024       | 2027       |                        |
|               | Nökkvi Thórisson    | 2025       | 2028       | St. Louis City SC      |

Laatste update: 18 augustus 2025

### Staf
| Naam            | Functie           | Sinds | Contract | Vorige club |
| --------------- | ----------------- | ----- | -------- | ----------- |
| Maurice Steijn  | Hoofdtrainer      | 2024  | 2026     | Ajax        |
| Jay Driessen    | Assistent-trainer | 2024  | 2026     | VVV-Venlo   |
| Said Bakkati    | Assistent-trainer | 2025  |          | Ajax        |
| Max de Jong     | Keeperstrainer    | 2025  | 2026     | Vitesse     |
| Danny Sprangers | Teammanager       | 2022  |          |             |

Laatste update: 1 juli 2025

## Overige elftallen

### Sparta Rotterdam Vrouwen
In 2017 startte Sparta Rotterdam, in samenwerking met Jeugd Voetbal Opleiding Zeeland, een vrouwenvoetbalafdeling.

#### Competitieresultaten Sparta Rotterdam Vrouwen
- 2018 1e
Derde klasse
- 2019 1e
Tweede klasse
- 2020
Eerste klasse
- 2021
Hoofdklasse
- 2022 6e
Hoofdklasse
- 2023 3e
Hoofdklasse
- 2024 8e
Eerste divisie
- 2025 6e
Eerste divisie

In elke staaf van de grafiek staat van boven naar beneden vermeld: 
- Eindnotering

Dit is de positie die de club heeft bereikt in de competitie, zonder eventuele beslissings-, play-off- of nacompetitiewedstrijden die nodig zijn geweest om bijvoorbeeld de kampioen van de competitie te bepalen.
Indien een * achter het getal staat is de notering een tussenstand en kan het zijn dat de notering niet overeenkomt met de uiteindelijke eindstand van de competitie.
Staat er een - dan is het seizoen nog bezig en is er geen definitieve uitslag bekend.
Staat er xx op de positie van de notering, dan heeft de club vroegtijdig de competitie verlaten. Dit kan onder andere komen door terugtrekking van het team, faillissement van de club of door een uitgedeelde straf van de KNVB. In veel gevallen staat elders in het artikel de reden vermeld.
Staat er een ? dan is het resultaat uit het verleden onbekend, en is alleen de competitie of het niveau bekend van dat seizoen.
In de seizoenen 2019/20 en 2020/21 werd wegens de coronacrisis het amateurvoetbal afgebroken. Daardoor kennen deze staven geen eindklassering (middels -- weergegeven).
- Competitieniveau en afdelingsletter of Officiële eindstand Eredivisie
  - Competitieniveau en afdelingsletter

Hierbij geeft het getal het niveau weer, dat ook terug te vinden is in de legenda. De letter is de afdelingsaanduiding en wordt gebruikt wanneer er meer afdelingen zijn op hetzelfde niveau. De afdelingsletter is altijd een hoofdletter en wordt meestal zonder nummer gebruikt.
Voorbeeld: 2F is niveau 2e klasse competitie F.
Het competitieniveau en nummer wordt niet vermeld wanneer er slechts één competitie van dit niveau was.
  - Officiële eindstand Eredivisie (getal staat tussen haakjes vermeld)

Sinds de introductie van play-offwedstrijden voor Europees voetbal na afloop van de reguliere competitie in 2005/06, is de KNVB verplicht een eindstand van de Eredivisie door te geven aan de UEFA aan de hand van deze play-offwedstrijden.
Bij deze eindstand staan clubs die zich hebben gekwalificeerd voor Europees voetbal hoger dan clubs die zich niet wisten te kwalificeren. Indien er geen verschil was tussen de eindnotering en de officiële eindstand, staat dit getal niet vermeld.

- Onderafdeling

Hier staat afgekort de naam van de onderafdeling indien de club in dat jaar in een onderafdeling uitkwam. Tevens staat deze afkorting in de legenda en wordt gelinkt naar het artikel over deze onderafdeling. Deze afkorting wordt alleen vermeld wanneer de club in het verleden in verschillende onderafdelingen heeft gespeeld. Deze vermelding is in de staaf altijd in kleine letters. Deze onderafdelingen zijn na het seizoen 1995/96 afgeschaft. Heeft de club in slechts één onderafdeling gespeeld, dan is dit alleen terug te vinden in de legenda.
Onder de staaf staat het jaartal vermeld waarin het seizoen is afgesloten. 15 verwijst naar het seizoen 2014/15 of eventueel het seizoen 1914/15.
Wanneer een staaf leeg is, zijn deze gegevens niet bekend. Het kan ook zijn dat de club dat seizoen niet heeft meegespeeld op het hogere amateurniveau, vroegtijdig de competitie heeft verlaten of uit de competitie is gezet.

In het seizoen 1944/45 was er wegens de Tweede Wereldoorlog geen regulier competitievoetbal.
- Eerste divisie
- Hoofdklasse
- Eerste klasse
- Tweede klasse
- Derde klasse

- 2017–2019: Sparta/JVOZ
- 2020–heden: Sparta Rotterdam

### Jong Sparta

#### Competitieresultaten Jong Sparta Rotterdam
- 2017 7e
Tweede divisie
- 2018 11e
Tweede divisie
- 2019 12e
Tweede divisie
- 2020 11e
Tweede divisie
- 2021 15e
Tweede divisie
- 2022 5e
Tweede divisie
- 2023 10e
Tweede divisie
- 2024 7e
Tweede divisie
- 2025 16e
Tweede divisie

In elke staaf van de grafiek staat van boven naar beneden vermeld: 
- Eindnotering

Dit is de positie die de club heeft bereikt in de competitie, zonder eventuele beslissings-, play-off- of nacompetitiewedstrijden die nodig zijn geweest om bijvoorbeeld de kampioen van de competitie te bepalen.
Indien een * achter het getal staat is de notering een tussenstand en kan het zijn dat de notering niet overeenkomt met de uiteindelijke eindstand van de competitie.
Staat er een - dan is het seizoen nog bezig en is er geen definitieve uitslag bekend.
Staat er xx op de positie van de notering, dan heeft de club vroegtijdig de competitie verlaten. Dit kan onder andere komen door terugtrekking van het team, faillissement van de club of door een uitgedeelde straf van de KNVB. In veel gevallen staat elders in het artikel de reden vermeld.
Staat er een ? dan is het resultaat uit het verleden onbekend, en is alleen de competitie of het niveau bekend van dat seizoen.
In de seizoenen 2019/20 en 2020/21 werd wegens de coronacrisis het amateurvoetbal afgebroken. Daardoor kennen deze staven geen eindklassering (middels -- weergegeven).
- Competitieniveau en afdelingsletter of Officiële eindstand Eredivisie
  - Competitieniveau en afdelingsletter

Hierbij geeft het getal het niveau weer, dat ook terug te vinden is in de legenda. De letter is de afdelingsaanduiding en wordt gebruikt wanneer er meer afdelingen zijn op hetzelfde niveau. De afdelingsletter is altijd een hoofdletter en wordt meestal zonder nummer gebruikt.
Voorbeeld: 2F is niveau 2e klasse competitie F.
Het competitieniveau en nummer wordt niet vermeld wanneer er slechts één competitie van dit niveau was.
  - Officiële eindstand Eredivisie (getal staat tussen haakjes vermeld)

Sinds de introductie van play-offwedstrijden voor Europees voetbal na afloop van de reguliere competitie in 2005/06, is de KNVB verplicht een eindstand van de Eredivisie door te geven aan de UEFA aan de hand van deze play-offwedstrijden.
Bij deze eindstand staan clubs die zich hebben gekwalificeerd voor Europees voetbal hoger dan clubs die zich niet wisten te kwalificeren. Indien er geen verschil was tussen de eindnotering en de officiële eindstand, staat dit getal niet vermeld.

- Onderafdeling

Hier staat afgekort de naam van de onderafdeling indien de club in dat jaar in een onderafdeling uitkwam. Tevens staat deze afkorting in de legenda en wordt gelinkt naar het artikel over deze onderafdeling. Deze afkorting wordt alleen vermeld wanneer de club in het verleden in verschillende onderafdelingen heeft gespeeld. Deze vermelding is in de staaf altijd in kleine letters. Deze onderafdelingen zijn na het seizoen 1995/96 afgeschaft. Heeft de club in slechts één onderafdeling gespeeld, dan is dit alleen terug te vinden in de legenda.
Onder de staaf staat het jaartal vermeld waarin het seizoen is afgesloten. 15 verwijst naar het seizoen 2014/15 of eventueel het seizoen 1914/15.
Wanneer een staaf leeg is, zijn deze gegevens niet bekend. Het kan ook zijn dat de club dat seizoen niet heeft meegespeeld op het hogere amateurniveau, vroegtijdig de competitie heeft verlaten of uit de competitie is gezet.

In het seizoen 1944/45 was er wegens de Tweede Wereldoorlog geen regulier competitievoetbal.
- Tweede divisie

Na het seizoen 2024/25 speelde Jong Sparta Rotterdam twee duels met Feyenoord –21 in de play-offs. Op 3 juni werd er uit met 0–3 gewonnen, op 7 juni thuis met 1–3 verloren. Zodoende bleef Jong Sparta Rotterdam in de Tweede divisie

## Overzichtslijsten

### Competitieresultaten vanaf 1892/93
- 1893 1e
Tweede klasse A
- 1894 4e
Eerste klasse
- 1895 2e
Eerste klasse
- 1896 3e
Eerste klasse
- 1897 4e
Eerste klasse
- 1898 2e
Eerste klasse
- 1899 5e
Eerste klasse
- 1900 5e
Eerste klasse
- 1901 8e
Eerste klasse
- 1902 2e
Tweede klasse
- 1903 2e
Eerste klasse
- 1904 3e
Eerste klasse
- 1905 5e
Eerste klasse
- 1906 4e
Eerste klasse
- 1907 8e
Eerste klasse
- 1908 3e
Eerste klasse
- 1909 1e
Eerste klasse
- 1910 2e
Eerste klasse
- 1911 1e
Eerste klasse
- 1912 1e
Eerste klasse
- 1913 1e
Eerste klasse
- 1914 2e
Eerste klasse
- 1915 1e
Eerste klasse
- 1916 1e
Eerste klasse
- 1917 2e
Eerste klasse
- 1918 4e
Eerste klasse
- 1919 4e
Eerste klasse
- 1920 8e
Eerste klasse
- 1921 11e
Eerste klasse
- 1922 1e
Overgangsklasse
- 1923 8e
Eerste klasse
- 1924 2e
Eerste klasse
- 1925 1e
Eerste klasse
- 1926 2e
Eerste klasse
- 1927 6e
Eerste klasse
- 1928 2e
Eerste klasse
- 1929 1e
Eerste klasse
- 1930 9e
Eerste klasse
- 1931 2e
Eerste klasse
- 1932 6e
Eerste klasse
- 1933 3e
Eerste klasse
- 1934 5e
Eerste klasse
- 1935 8e
Eerste klasse
- 1936 3e
Eerste klasse
- 1937 5e
Eerste klasse
- 1938 9e
Eerste klasse
- 1939 4e
Eerste klasse
- 1940 2e
Eerste klasse
- 1941 4e
Eerste klasse
- 1942 7e
Eerste klasse
- 1943 6e
Eerste klasse
- 1944 7e
Eerste klasse
- 1945
- 1946 3e
Eerste klasse
- 1947 6e
Eerste klasse
- 1948 10e
Eerste klasse
- 1949 11e
Eerste klasse
- 1950 3e
Eerste klasse
- 1951 9e
Eerste klasse D
- 1952 2e
Eerste klasse D
- 1953 1e
Eerste klasse C
- 1954 2e
Eerste klasse C
- 1955 2e
Eerste klasse (prof) B
- 1956 1e
Hoofdklasse (prof) A
- 1957 8e
Eredivisie
- 1958 9e
Eredivisie
- 1959 1e
Eredivisie
- 1960 7e
Eredivisie
- 1961 4e
Eredivisie
- 1962 9e
Eredivisie
- 1963 3e
Eredivisie
- 1964 14e
Eredivisie
- 1965 5e
Eredivisie
- 1966 7e
Eredivisie
- 1967 3e
Eredivisie
- 1968 5e
Eredivisie
- 1969 8e
Eredivisie
- 1970 5e
Eredivisie
- 1971 6e
Eredivisie
- 1972 4e
Eredivisie
- 1973 4e
Eredivisie
- 1974 8e
Eredivisie
- 1975 6e
Eredivisie
- 1976 10e
Eredivisie
- 1977 7e
Eredivisie
- 1978 5e
Eredivisie
- 1979 6e
Eredivisie
- 1980 13e
Eredivisie
- 1981 7e
Eredivisie
- 1982 8e
Eredivisie
- 1983 4e
Eredivisie
- 1984 5e
Eredivisie
- 1985 4e
Eredivisie
- 1986 7e
Eredivisie
- 1987 8e
Eredivisie
- 1988 12e
Eredivisie
- 1989 12e
Eredivisie
- 1990 12e
Eredivisie
- 1991 13e
Eredivisie
- 1992 8e
Eredivisie
- 1993 13e
Eredivisie
- 1994 9e
Eredivisie
- 1995 14e
Eredivisie
- 1996 6e
Eredivisie
- 1997 13e
Eredivisie
- 1998 13e
Eredivisie
- 1999 17e
Eredivisie
- 2000 13e
Eredivisie
- 2001 17e
Eredivisie
- 2002 17e
Eredivisie
- 2003 8e
Eerste divisie
- 2004 3e
Eerste divisie
- 2005 2e
Eerste divisie
- 2006 14e
Eredivisie
- 2007 13e
Eredivisie
- 2008 13e
Eredivisie
- 2009 13e
Eredivisie
- 2010 16e
Eredivisie
- 2011 9e
Eerste divisie
- 2012 2e
Eerste divisie
- 2013 3e
Eerste divisie
- 2014 16e
Eerste divisie
- 2015 8e
Eerste divisie
- 2016 1e
Eerste divisie
- 2017 15e
Eredivisie
- 2018 17e
Eredivisie
- 2019 2e
Eerste divisie
- 2020 11e
Eredivisie
- 2021 8e
Eredivisie
- 2022 14e
Eredivisie
- 2023 6e
Eredivisie
- 2024 8e
Eredivisie
- 2025 12e
Eredivisie

In elke staaf van de grafiek staat van boven naar beneden vermeld: 
- Eindnotering

Dit is de positie die de club heeft bereikt in de competitie, zonder eventuele beslissings-, play-off- of nacompetitiewedstrijden die nodig zijn geweest om bijvoorbeeld de kampioen van de competitie te bepalen.
Indien een * achter het getal staat is de notering een tussenstand en kan het zijn dat de notering niet overeenkomt met de uiteindelijke eindstand van de competitie.
Staat er een - dan is het seizoen nog bezig en is er geen definitieve uitslag bekend.
Staat er xx op de positie van de notering, dan heeft de club vroegtijdig de competitie verlaten. Dit kan onder andere komen door terugtrekking van het team, faillissement van de club of door een uitgedeelde straf van de KNVB. In veel gevallen staat elders in het artikel de reden vermeld.
Staat er een ? dan is het resultaat uit het verleden onbekend, en is alleen de competitie of het niveau bekend van dat seizoen.
In de seizoenen 2019/20 en 2020/21 werd wegens de coronacrisis het amateurvoetbal afgebroken. Daardoor kennen deze staven geen eindklassering (middels -- weergegeven).
- Competitieniveau en afdelingsletter of Officiële eindstand Eredivisie
  - Competitieniveau en afdelingsletter

Hierbij geeft het getal het niveau weer, dat ook terug te vinden is in de legenda. De letter is de afdelingsaanduiding en wordt gebruikt wanneer er meer afdelingen zijn op hetzelfde niveau. De afdelingsletter is altijd een hoofdletter en wordt meestal zonder nummer gebruikt.
Voorbeeld: 2F is niveau 2e klasse competitie F.
Het competitieniveau en nummer wordt niet vermeld wanneer er slechts één competitie van dit niveau was.
  - Officiële eindstand Eredivisie (getal staat tussen haakjes vermeld)

Sinds de introductie van play-offwedstrijden voor Europees voetbal na afloop van de reguliere competitie in 2005/06, is de KNVB verplicht een eindstand van de Eredivisie door te geven aan de UEFA aan de hand van deze play-offwedstrijden.
Bij deze eindstand staan clubs die zich hebben gekwalificeerd voor Europees voetbal hoger dan clubs die zich niet wisten te kwalificeren. Indien er geen verschil was tussen de eindnotering en de officiële eindstand, staat dit getal niet vermeld.

- Onderafdeling

Hier staat afgekort de naam van de onderafdeling indien de club in dat jaar in een onderafdeling uitkwam. Tevens staat deze afkorting in de legenda en wordt gelinkt naar het artikel over deze onderafdeling. Deze afkorting wordt alleen vermeld wanneer de club in het verleden in verschillende onderafdelingen heeft gespeeld. Deze vermelding is in de staaf altijd in kleine letters. Deze onderafdelingen zijn na het seizoen 1995/96 afgeschaft. Heeft de club in slechts één onderafdeling gespeeld, dan is dit alleen terug te vinden in de legenda.
Onder de staaf staat het jaartal vermeld waarin het seizoen is afgesloten. 15 verwijst naar het seizoen 2014/15 of eventueel het seizoen 1914/15.
Wanneer een staaf leeg is, zijn deze gegevens niet bekend. Het kan ook zijn dat de club dat seizoen niet heeft meegespeeld op het hogere amateurniveau, vroegtijdig de competitie heeft verlaten of uit de competitie is gezet.

In het seizoen 1944/45 was er wegens de Tweede Wereldoorlog geen regulier competitievoetbal.
- Hoofdklasse (prof)
- Eredivisie
- Overgangsklasse
- Eerste klasse (prof)
- Eerste divisie
- Eerste klasse
- Tweede klasse

- 1954–1976: Sparta
- 1976–heden: Sparta Rotterdam

### Seizoensoverzichten
| Resultaten van Sparta Rotterdam sinds de toetreding in het betaald voetbal in 1954 | Resultaten van Sparta Rotterdam sinds de toetreding in het betaald voetbal in 1954 | Resultaten van Sparta Rotterdam sinds de toetreding in het betaald voetbal in 1954 | Resultaten van Sparta Rotterdam sinds de toetreding in het betaald voetbal in 1954 | Resultaten van Sparta Rotterdam sinds de toetreding in het betaald voetbal in 1954 | Resultaten van Sparta Rotterdam sinds de toetreding in het betaald voetbal in 1954 | Resultaten van Sparta Rotterdam sinds de toetreding in het betaald voetbal in 1954 | Resultaten van Sparta Rotterdam sinds de toetreding in het betaald voetbal in 1954 | Resultaten van Sparta Rotterdam sinds de toetreding in het betaald voetbal in 1954 | Resultaten van Sparta Rotterdam sinds de toetreding in het betaald voetbal in 1954 | Resultaten van Sparta Rotterdam sinds de toetreding in het betaald voetbal in 1954 | Resultaten van Sparta Rotterdam sinds de toetreding in het betaald voetbal in 1954 | Resultaten van Sparta Rotterdam sinds de toetreding in het betaald voetbal in 1954                                                                   |
| Seizoen                                                                            | Competitie                                                                         | Competitie                                                                         | Competitie                                                                         | Competitie                                                                         | Competitie                                                                         | Competitie                                                                         | Competitie                                                                         | Competitie                                                                         | Competitie                                                                         | Kwalificatie                                                                       | KNVB Beker                                                                         | Bijzonderheid |
| Seizoen                                                                            | Divisie                                                                            | GW                                                                                 | W                                                                                  | G                                                                                  | V                                                                                  | PNT                                                                                | DV                                                                                 | DT                                                                                 | POS                                                                                | Kwalificatie                                                                       | KNVB Beker                                                                         | Bijzonderheid |
| ---------------------------------------------------------------------------------- | ---------------------------------------------------------------------------------- | ---------------------------------------------------------------------------------- | ---------------------------------------------------------------------------------- | ---------------------------------------------------------------------------------- | ---------------------------------------------------------------------------------- | ---------------------------------------------------------------------------------- | ---------------------------------------------------------------------------------- | ---------------------------------------------------------------------------------- | ---------------------------------------------------------------------------------- | ---------------------------------------------------------------------------------- | ---------------------------------------------------------------------------------- | --- |
| 1954/55                                                                            | Eerste klasse D                                                                    | 9                                                                                  | 4                                                                                  | 2                                                                                  | 3                                                                                  | 10                                                                                 | 19                                                                                 | 18                                                                                 | 5e                                                                                 | –                                                                                  | Geen bekertoernooi                                                                 | Sparta treedt toe tot het betaald voetbal De competitie werd na de fusie van de KNVB en de NBVB niet afgemaakt. Alle teams werden opnieuw ingedeeld. |
| 1954/55                                                                            | Eerste klasse D                                                                    | 26                                                                                 | 12                                                                                 | 8                                                                                  | 6                                                                                  | 32                                                                                 | 67                                                                                 | 42                                                                                 | 2e                                                                                 | Hoofdklasse                                                                        | Geen bekertoernooi                                                                 | Sparta treedt toe tot het betaald voetbal De competitie werd na de fusie van de KNVB en de NBVB niet afgemaakt. Alle teams werden opnieuw ingedeeld. |
| 1955/56                                                                            | Hoofdklasse A                                                                      | 34                                                                                 | 18                                                                                 | 10                                                                                 | 6                                                                                  | 46                                                                                 | 60                                                                                 | 38                                                                                 | 1e (regulier) 4e                                                                   | Eredivisie Kampioenscompetitie                                                     | Geen bekertoernooi                                                                 | Wedstrijden om het landskampioenschap tegen Rapid JC (2–1 & 1–3), Elinkwijk (0–0 & 3–5) en NAC (1–2 & 0–2)                                           |
| 1956/57                                                                            | Eredivisie                                                                         | 34                                                                                 | 12                                                                                 | 12                                                                                 | 10                                                                                 | 36                                                                                 | 66                                                                                 | 59                                                                                 | 8e                                                                                 |                                                                                    | 3e ronde                                                                           | |
| 1957/58                                                                            | Eredivisie                                                                         | 34                                                                                 | 11                                                                                 | 12                                                                                 | 11                                                                                 | 34                                                                                 | 63                                                                                 | 62                                                                                 | 9e                                                                                 |                                                                                    | Winnaar                                                                            | |
| 1958/59                                                                            | Eredivisie                                                                         | 34                                                                                 | 20                                                                                 | 11                                                                                 | 3                                                                                  | 51                                                                                 | 83                                                                                 | 30                                                                                 | Landskampioen                                                                      | Europacup I                                                                        | Kwartfinale                                                                        | |
| 1959/60                                                                            | Eredivisie                                                                         | 34                                                                                 | 14                                                                                 | 6                                                                                  | 14                                                                                 | 34                                                                                 | 53                                                                                 | 52                                                                                 | 7e                                                                                 |                                                                                    | Geen bekertoernooi                                                                 | |
| 1960/61                                                                            | Eredivisie                                                                         | 34                                                                                 | 16                                                                                 | 9                                                                                  | 9                                                                                  | 41                                                                                 | 71                                                                                 | 54                                                                                 | 4e                                                                                 | International Football Cup                                                         | 2e ronde                                                                           | |
| 1961/62                                                                            | Eredivisie                                                                         | 34                                                                                 | 12                                                                                 | 9                                                                                  | 13                                                                                 | 33                                                                                 | 46                                                                                 | 50                                                                                 | 9e                                                                                 | Europacup II                                                                       | Winnaar                                                                            | |
| 1962/63                                                                            | Eredivisie                                                                         | 30                                                                                 | 17                                                                                 | 5                                                                                  | 8                                                                                  | 39                                                                                 | 60                                                                                 | 38                                                                                 | 3e                                                                                 | International Football Cup                                                         | 3e ronde                                                                           | |
| 1963/64                                                                            | Eredivisie                                                                         | 30                                                                                 | 6                                                                                  | 10                                                                                 | 14                                                                                 | 22                                                                                 | 34                                                                                 | 52                                                                                 | 14e                                                                                |                                                                                    | 3e ronde                                                                           | |
| 1964/65                                                                            | Eredivisie                                                                         | 30                                                                                 | 11                                                                                 | 9                                                                                  | 10                                                                                 | 31                                                                                 | 39                                                                                 | 40                                                                                 | 5e                                                                                 | International Football Cup                                                         | 1e ronde                                                                           | |
| 1965/66                                                                            | Eredivisie                                                                         | 30                                                                                 | 12                                                                                 | 5                                                                                  | 13                                                                                 | 29                                                                                 | 53                                                                                 | 51                                                                                 | 7e                                                                                 | Europacup II                                                                       | Winnaar                                                                            | |
| 1966/67                                                                            | Eredivisie                                                                         | 34                                                                                 | 20                                                                                 | 8                                                                                  | 6                                                                                  | 48                                                                                 | 50                                                                                 | 25                                                                                 | 3e                                                                                 | Intertoto Cup                                                                      | 2e ronde                                                                           | |
| 1967/68                                                                            | Eredivisie                                                                         | 34                                                                                 | 15                                                                                 | 10                                                                                 | 9                                                                                  | 40                                                                                 | 53                                                                                 | 33                                                                                 | 5e                                                                                 |                                                                                    | Kwartfinale                                                                        | |
| 1968/69                                                                            | Eredivisie                                                                         | 34                                                                                 | 11                                                                                 | 12                                                                                 | 11                                                                                 | 34                                                                                 | 45                                                                                 | 33                                                                                 | 8e                                                                                 |                                                                                    | Halve finale                                                                       | |
| 1969/70                                                                            | Eredivisie                                                                         | 34                                                                                 | 16                                                                                 | 9                                                                                  | 9                                                                                  | 41                                                                                 | 56                                                                                 | 41                                                                                 | 5e                                                                                 | Jaarbeursstedenbeker                                                               | 2e ronde                                                                           | |
| 1970/71                                                                            | Eredivisie                                                                         | 34                                                                                 | 16                                                                                 | 13                                                                                 | 5                                                                                  | 45                                                                                 | 54                                                                                 | 34                                                                                 | 6e                                                                                 | Europacup II                                                                       | Finalist                                                                           | |
| 1971/72                                                                            | Eredivisie                                                                         | 34                                                                                 | 18                                                                                 | 10                                                                                 | 6                                                                                  | 46                                                                                 | 73                                                                                 | 38                                                                                 | 4e                                                                                 |                                                                                    | Kwartfinale                                                                        | |
| 1972/73                                                                            | Eredivisie                                                                         | 34                                                                                 | 21                                                                                 | 5                                                                                  | 8                                                                                  | 47                                                                                 | 85                                                                                 | 37                                                                                 | 4e                                                                                 |                                                                                    | Halve finale                                                                       | |
| 1973/74                                                                            | Eredivisie                                                                         | 34                                                                                 | 10                                                                                 | 12                                                                                 | 12                                                                                 | 32                                                                                 | 37                                                                                 | 45                                                                                 | 8e                                                                                 |                                                                                    | 3e ronde                                                                           | |
| 1974/75                                                                            | Eredivisie                                                                         | 34                                                                                 | 9                                                                                  | 18                                                                                 | 7                                                                                  | 36                                                                                 | 43                                                                                 | 37                                                                                 | 6e                                                                                 | Intertoto Cup                                                                      | Kwartfinale                                                                        | |
| 1975/76                                                                            | Eredivisie                                                                         | 34                                                                                 | 7                                                                                  | 15                                                                                 | 12                                                                                 | 29                                                                                 | 32                                                                                 | 42                                                                                 | 10e                                                                                |                                                                                    | 2e ronde                                                                           | |
| 1976/77                                                                            | Eredivisie                                                                         | 34                                                                                 | 12                                                                                 | 12                                                                                 | 10                                                                                 | 36                                                                                 | 52                                                                                 | 47                                                                                 | 7e                                                                                 |                                                                                    | 2e ronde                                                                           | Naamsverandering naar Sparta Rotterdam |
| 1977/78                                                                            | Eredivisie                                                                         | 34                                                                                 | 14                                                                                 | 12                                                                                 | 8                                                                                  | 40                                                                                 | 54                                                                                 | 33                                                                                 | 5e                                                                                 |                                                                                    | Halve finale                                                                       | |
| 1978/79                                                                            | Eredivisie                                                                         | 34                                                                                 | 14                                                                                 | 5                                                                                  | 15                                                                                 | 33                                                                                 | 47                                                                                 | 48                                                                                 | 6e                                                                                 |                                                                                    | Kwartfinale                                                                        | |
| 199/80                                                                             | Eredivisie                                                                         | 34                                                                                 | 10                                                                                 | 7                                                                                  | 17                                                                                 | 27                                                                                 | 45                                                                                 | 55                                                                                 | 13e                                                                                |                                                                                    | Halve finale                                                                       | |
| 1980/81                                                                            | Eredivisie                                                                         | 34                                                                                 | 15                                                                                 | 6                                                                                  | 13                                                                                 | 36                                                                                 | 75                                                                                 | 71                                                                                 | 7e                                                                                 |                                                                                    | 2e ronde                                                                           | |
| 1981/82                                                                            | Eredivisie                                                                         | 34                                                                                 | 13                                                                                 | 10                                                                                 | 11                                                                                 | 36                                                                                 | 61                                                                                 | 48                                                                                 | 8e                                                                                 |                                                                                    | Halve finale                                                                       | |
| 1982/83                                                                            | Eredivisie                                                                         | 34                                                                                 | 12                                                                                 | 13                                                                                 | 9                                                                                  | 37                                                                                 | 64                                                                                 | 52                                                                                 | 4e                                                                                 | UEFA Cup                                                                           | 2e ronde                                                                           | |
| 1983/84                                                                            | Eredivisie                                                                         | 34                                                                                 | 12                                                                                 | 13                                                                                 | 9                                                                                  | 37                                                                                 | 77                                                                                 | 63                                                                                 | 5e                                                                                 |                                                                                    | 3e ronde                                                                           | |
| 1984/85                                                                            | Eredivisie                                                                         | 34                                                                                 | 17                                                                                 | 8                                                                                  | 9                                                                                  | 42                                                                                 | 62                                                                                 | 52                                                                                 | 4e                                                                                 |                                                                                    | Kwartfinale                                                                        | |
| 1985/86                                                                            | Eredivisie                                                                         | 34                                                                                 | 13                                                                                 | 11                                                                                 | 10                                                                                 | 37                                                                                 | 54                                                                                 | 59                                                                                 | 7e                                                                                 | UEFA Cup                                                                           | 1e ronde                                                                           | |
| 1986/87                                                                            | Eredivisie                                                                         | 34                                                                                 | 11                                                                                 | 12                                                                                 | 11                                                                                 | 34                                                                                 | 52                                                                                 | 48                                                                                 | 8e                                                                                 |                                                                                    | 3e ronde                                                                           | |
| 1987/88                                                                            | Eredivisie                                                                         | 34                                                                                 | 12                                                                                 | 8                                                                                  | 14                                                                                 | 32                                                                                 | 44                                                                                 | 50                                                                                 | 12e                                                                                |                                                                                    | 1e ronde                                                                           | |
| 1988/89                                                                            | Eredivisie                                                                         | 34                                                                                 | 9                                                                                  | 12                                                                                 | 13                                                                                 | 30                                                                                 | 42                                                                                 | 50                                                                                 | 12e                                                                                |                                                                                    | 3e ronde                                                                           | |
| 1989/90                                                                            | Eredivisie                                                                         | 34                                                                                 | 12                                                                                 | 7                                                                                  | 15                                                                                 | 31                                                                                 | 51                                                                                 | 61                                                                                 | 12e                                                                                |                                                                                    | Tussenronde                                                                        | |
| 1990/91                                                                            | Eredivisie                                                                         | 34                                                                                 | 7                                                                                  | 15                                                                                 | 12                                                                                 | 29                                                                                 | 40                                                                                 | 57                                                                                 | 13e                                                                                |                                                                                    | 3e ronde                                                                           | |
| 1991/92                                                                            | Eredivisie                                                                         | 34                                                                                 | 11                                                                                 | 13                                                                                 | 10                                                                                 | 35                                                                                 | 50                                                                                 | 53                                                                                 | 8e                                                                                 |                                                                                    | Halve finale                                                                       | |
| 1992/93                                                                            | Eredivisie                                                                         | 34                                                                                 | 8                                                                                  | 11                                                                                 | 15                                                                                 | 27                                                                                 | 36                                                                                 | 65                                                                                 | 13e                                                                                |                                                                                    | 4e ronde                                                                           | |
| 1993/94                                                                            | Eredivisie                                                                         | 34                                                                                 | 12                                                                                 | 8                                                                                  | 14                                                                                 | 32                                                                                 | 58                                                                                 | 57                                                                                 | 9e                                                                                 | Intertoto Cup                                                                      | 3e ronde                                                                           | |
| 1994/95                                                                            | Eredivisie                                                                         | 34                                                                                 | 8                                                                                  | 10                                                                                 | 16                                                                                 | 26                                                                                 | 42                                                                                 | 58                                                                                 | 14e                                                                                |                                                                                    | Achtste finale                                                                     | |
| 1995/96                                                                            | Eredivisie                                                                         | 34                                                                                 | 14                                                                                 | 11                                                                                 | 9                                                                                  | 53                                                                                 | 53                                                                                 | 53                                                                                 | 6e                                                                                 |                                                                                    | Finalist                                                                           | |
| 1996/97                                                                            | Eredivisie                                                                         | 34                                                                                 | 11                                                                                 | 5                                                                                  | 18                                                                                 | 38                                                                                 | 40                                                                                 | 56                                                                                 | 13e                                                                                |                                                                                    | 2e ronde                                                                           | |
| 1997/98                                                                            | Eredivisie                                                                         | 34                                                                                 | 10                                                                                 | 11                                                                                 | 13                                                                                 | 41                                                                                 | 50                                                                                 | 59                                                                                 | 13e                                                                                |                                                                                    | 2e ronde                                                                           | |
| 1998/99                                                                            | Eredivisie                                                                         | 34                                                                                 | 7                                                                                  | 5                                                                                  | 22                                                                                 | 26                                                                                 | 37                                                                                 | 71                                                                                 | 17e                                                                                |                                                                                    | 2e ronde                                                                           | |
| 1999/00                                                                            | Eredivisie                                                                         | 34                                                                                 | 11                                                                                 | 4                                                                                  | 19                                                                                 | 37                                                                                 | 34                                                                                 | 50                                                                                 | 13e                                                                                |                                                                                    | 2e ronde                                                                           | |
| 2000/01                                                                            | Eredivisie                                                                         | 34                                                                                 | 6                                                                                  | 7                                                                                  | 21                                                                                 | 25                                                                                 | 42                                                                                 | 72                                                                                 | 17e                                                                                | Nacompetitie                                                                       | 3e ronde                                                                           | Degradatiewedstrijden tegen Cambuur Leeuwarden (2–0 & 1–2), Excelsior (3–1 & 4–3) en Go Ahead Eagles (3–1 & 1–1)                                     |
| 2001/02                                                                            | Eredivisie                                                                         | 34                                                                                 | 4                                                                                  | 12                                                                                 | 18                                                                                 | 24                                                                                 | 27                                                                                 | 75                                                                                 | 17e                                                                                | Nacompetitie                                                                       | 2e ronde                                                                           | Degradatiewedstrijden tegen ADO Den Haag (1–3 & 3–3), Excelsior (1–0 & 1–2) en FC Volendam (1–3 & 3–1)                                               |
| 2002/03                                                                            | Eerste divisie                                                                     | 34                                                                                 | 13                                                                                 | 6                                                                                  | 15                                                                                 | 45                                                                                 | 60                                                                                 | 62                                                                                 | 8e                                                                                 |                                                                                    | 3e ronde                                                                           | |
| 2003/04                                                                            | Eerste divisie                                                                     | 36                                                                                 | 21                                                                                 | 6                                                                                  | 9                                                                                  | 69                                                                                 | 76                                                                                 | 43                                                                                 | 3e                                                                                 | Nacompetitie                                                                       | Halve finale                                                                       | Promotiewedstrijden tegen Helmond Sport (2–2 & 2–2), Vitesse (1–3 & 0–2) en VVV-Venlo (1–1 & 2–0)                                                    |
| 2004/05                                                                            | Eerste divisie                                                                     | 36                                                                                 | 21                                                                                 | 11                                                                                 | 4                                                                                  | 74                                                                                 | 93                                                                                 | 39                                                                                 | 2e                                                                                 | Nacompetitie                                                                       | 2e ronde                                                                           | Promotiewedstrijden tegen De Graafschap (1–0 & 3–1), Helmond Sport (0–1 & 2–1) en FC Zwolle (3–1 & 4–1)                                              |
| 2005/06                                                                            | Eredivisie                                                                         | 34                                                                                 | 10                                                                                 | 7                                                                                  | 17                                                                                 | 37                                                                                 | 45                                                                                 | 50                                                                                 | 14e                                                                                |                                                                                    | 2e ronde                                                                           | |
| 2006/07                                                                            | Eredivisie                                                                         | 34                                                                                 | 10                                                                                 | 7                                                                                  | 17                                                                                 | 37                                                                                 | 40                                                                                 | 66                                                                                 | 13e                                                                                |                                                                                    | Achtste finale                                                                     | |
| 2007/08                                                                            | Eredivisie                                                                         | 34                                                                                 | 9                                                                                  | 7                                                                                  | 18                                                                                 | 34                                                                                 | 52                                                                                 | 76                                                                                 | 13e                                                                                |                                                                                    | 3e ronde                                                                           | |
| 2008/09                                                                            | Eredivisie                                                                         | 34                                                                                 | 9                                                                                  | 8                                                                                  | 17                                                                                 | 35                                                                                 | 46                                                                                 | 66                                                                                 | 13e                                                                                |                                                                                    | Achtste finale                                                                     | |
| 2009/10                                                                            | Eredivisie                                                                         | 34                                                                                 | 6                                                                                  | 8                                                                                  | 20                                                                                 | 26                                                                                 | 30                                                                                 | 66                                                                                 | 16e                                                                                | Nacompetitie                                                                       | Kwartfinale                                                                        | Degradatiewedstrijden tegen Helmond Sport (1–2 & 2–0) en Excelsior (0–0 & 1–1)                                                                       |
| 2010/11                                                                            | Eerste divisie                                                                     | 34                                                                                 | 12                                                                                 | 7                                                                                  | 15                                                                                 | 43                                                                                 | 71                                                                                 | 65                                                                                 | 9e                                                                                 |                                                                                    | 3e ronde                                                                           | |
| 2011/12                                                                            | Eerste divisie                                                                     | 34                                                                                 | 19                                                                                 | 8                                                                                  | 7                                                                                  | 65                                                                                 | 59                                                                                 | 32                                                                                 | 2e                                                                                 | Nacompetitie                                                                       | Achtste finale                                                                     | Promotiewedstrijden tegen Willem II (1–1 & 1–2) |
| 2012/13                                                                            | Eerste divisie                                                                     | 30                                                                                 | 16                                                                                 | 7                                                                                  | 755                                                                                | 59                                                                                 | 36                                                                                 |                                                                                    | 3e                                                                                 | Nacompetitie                                                                       | 3e ronde                                                                           | Promotiewedstrijden tegen Helmond Sport (4–2 & 1–1) en Roda JC Kerkrade (0–0 & 1–2)                                                                  |
| 2013/14                                                                            | Eerste divisie                                                                     | 38                                                                                 | 12                                                                                 | 8                                                                                  | 18                                                                                 | 44                                                                                 | 58                                                                                 | 51                                                                                 | 16e                                                                                | Nacompetitie                                                                       | 2e ronde                                                                           | Promotiewedstrijden tegen FC Eindhoven (1–1 & 2–0), N.E.C. (1–0 & 3–1) en FC Dordrecht (2–2 & 1–3)                                                   |
| 2014/15                                                                            | Eerste divisie                                                                     | 38                                                                                 | 16                                                                                 | 10                                                                                 | 12                                                                                 | 58                                                                                 | 72                                                                                 | 46                                                                                 | 8e                                                                                 |                                                                                    | 3e ronde                                                                           | |
| 2015/16                                                                            | Eerste divisie                                                                     | 36                                                                                 | 24                                                                                 | 7                                                                                  | 5                                                                                  | 79                                                                                 | 83                                                                                 | 40                                                                                 | 1e                                                                                 | Rechtstreekse promotie                                                             | 3e ronde                                                                           | |
| 2016/17                                                                            | Eredivisie                                                                         | 34                                                                                 | 9                                                                                  | 7                                                                                  | 18                                                                                 | 34                                                                                 | 42                                                                                 | 61                                                                                 | 15e                                                                                |                                                                                    | Halve finale                                                                       | |
| 2017/18                                                                            | Eredivisie                                                                         | 34                                                                                 | 7                                                                                  | 6                                                                                  | 21                                                                                 | 27                                                                                 | 34                                                                                 | 75                                                                                 | 17e                                                                                | Nacompetitie                                                                       | 1e ronde                                                                           | Degradatiewedstrijden tegen FC Dordrecht (2–1 & 2–2) en FC Emmen (0–0 & 1–3)                                                                         |
| 2018/19                                                                            | Eerste divisie                                                                     | 38                                                                                 | 19                                                                                 | 12                                                                                 | 7                                                                                  | 69                                                                                 | 78                                                                                 | 47                                                                                 | 2e                                                                                 | Nacompetitie                                                                       | 1e ronde                                                                           | Promotiewedstrijden tegen TOP Oss (2–0 & 3–0) en De Graafschap (1–2 & 2–0)                                                                           |
| 2019/20                                                                            | Eredivisie                                                                         | 26                                                                                 | 9                                                                                  | 6                                                                                  | 11                                                                                 | 33                                                                                 | 41                                                                                 | 45                                                                                 | 11e                                                                                |                                                                                    | 2e ronde                                                                           | Door de coronacrisis is competitie niet afgemaakt. De tussenstand na 25 speelrondes werd de eindstand                                                |
| 2020/21                                                                            | Eredivisie                                                                         | 34                                                                                 | 13                                                                                 | 8                                                                                  | 13                                                                                 | 47                                                                                 | 49                                                                                 | 48                                                                                 | 8e                                                                                 | Play-offs om UEFA Conference League                                                | 1e ronde                                                                           | Wedstrijd tegen Feyenoord (0–2) |
| 2021/22                                                                            | Eredivisie                                                                         | 34                                                                                 | 8                                                                                  | 11                                                                                 | 15                                                                                 | 35                                                                                 | 30                                                                                 | 48                                                                                 | 14e                                                                                |                                                                                    | 2e ronde                                                                           | |
| 2022/23                                                                            | Eredivisie                                                                         | 34                                                                                 | 17                                                                                 | 8                                                                                  | 9                                                                                  | 59                                                                                 | 60                                                                                 | 37                                                                                 | 6e                                                                                 | Play-offs om UEFA Conference League                                                | 2e ronde                                                                           | Wedstrijden tegen FC Utrecht (1–2 & 1–0, w.n.s.) en FC Twente (1–1 & 0–1)                                                                            |
| 2023/24                                                                            | Eredivisie                                                                         | 34                                                                                 | 14                                                                                 | 7                                                                                  | 13                                                                                 | 49                                                                                 | 51                                                                                 | 48                                                                                 | 8e                                                                                 | Play-offs om UEFA Conference League                                                | 2e ronde                                                                           | Wedstrijd tegen FC Utrecht (1–3) |
| 2024/25                                                                            | Eredivisie                                                                         | 34                                                                                 | 9                                                                                  | 12                                                                                 | 13                                                                                 | 39                                                                                 | 39                                                                                 | 43                                                                                 | 12e                                                                                |                                                                                    | 2e ronde                                                                           | |
| 2025/26                                                                            | Eredivisie                                                                         |                                                                                    |                                                                                    |                                                                                    |                                                                                    |                                                                                    |                                                                                    |                                                                                    | e                                                                                  |                                                                                    |                                                                                    | |

### In Europa
Sparta Rotterdam speelt sinds 1907 in diverse Europese competities. Hieronder staan de competities en in welke seizoenen de club deelnam:
- Europacup I (1x)

1959/60
- Europacup II (3x)

1962/63, 1966/67, 1971/72
- UEFA Cup (2x)

1983/84, 1985/86
- Intertoto Cup (3x)

1967, 1975, 1994
- Jaarbeursstedenbeker (1x)

1970/71
- International Football Cup (3x)

1961/62, 1963/64, 1965/66
- Coupe van der Straten-Ponthoz

1907

### Records en statistieken

#### Meeste wedstrijden
In 2008 is bij de viering van de 120e verjaardag van Sparta de Wall of Legends & Fans onthuld. De 33 voetballers die 200 of meer competitiewedstrijden voor het eerste elftal van Sparta hebben gespeeld, zijn geëerd met een eigen steen in deze muur. In 2024 werd de naam van Bart Vriends (215 wedstrijden) aan deze muur toegevoegd. Hij heeft zelf zijn steen in de muur gemetseld.
- Pim Doesburg (471 wedstrijden)
- Tonny van Ede (455)
- Gerrie ter Horst (452)
- Bok de Korver (363)
- Ron van den Berg (347)
- Hans Eijkenbroek (299)
- Bert Jansen (288)
- Cas Ruffelse (282)
- Dennis de Nooijer (280)
- Henk den Boer (275)
- Tinus Bosselaar (275)
- Hans de Koning (271)
- Ad Verhoeven (270)
- Jan van der Veen (253)
- Louis van Gaal (249)
- Rinus Terlouw (248)
- Ronald Lengkeek (242)
- Dries Visser (241)
- Hans Venneker (227)
- Gérard de Nooijer (225)
- Edward Metgod (224)
- Arie van Staveren (224)
- Nol Heijerman (223)
- Lou Benningshof (222)
- Henk "Charly" Bosveld (222)
- Hans Sonneveld (222)
- Piet de Vries (220)
- Arjan van der Laan (219)
- Bart Vriends (215)
- Andries van Dijk (212)
- Frank Kooiman (211)
- Dorus Klip (210)
- Luuk Balkestein (204)
- Gerald Sandel (200)

#### Bondselftal
Het bondselftal kwam voor het eerst in actie op 6 februari 1894. Het Nederlands elftal (toen nog bondselftal) speelde, na het sluiten van een overeenkomst tussen Sparta en de Nederlandsche Voetbal & Atletiek Bond, op deze dag een voetbalwedstrijd tegen de Engelse club Felixstowe. De kosten en de baten werden door de bond en Sparta gedeeld. De Engelsen wonnen de eerste wedstrijd van een officieel Nederlands elftal met 0–1 door een doelpunt van de heer Howard. Tussen 1894 en 1906 speelde diverse Spartanen in het elftal van de bond. Hieronder volt een overzicht van hun namen. Tussen haakjes staat vermeld hoeveel interlands zij speelden terwijl ze bij Sparta onder contract stonden.
- Cees van Hasselt (5 wedstrijden)
- Jan Stok (5)
- Kit van Holten (4)
- Freek Kampschreur (2)
- Koos Timmermans (2)
- Louis Weinthal (2)
- Gerrit Stok (2)
- Rein Boomsma (2)
- Flip Klene (1)
- Gerrit de Roodt (1)
- Stu Heijbroek (1)
- Willem Reidt (1)
- Jo Eshuijs (1)
- Bok de Korver (1)

#### Internationals Nederlands elftal
31 spelers kwamen na 1905 toen ze voor Sparta speelden, tevens uit voor het Nederlands elftal: Tussen haakjes staat vermeld hoeveel interlands zij speelden terwijl ze bij Sparta onder contract stonden.
- Bok de Korver (31 wedstrijden)
- Rinus Terlouw (25)
- Hans Eijkenbroek (18)
- Jaap Weber (14)
- Jan van Beveren (12)
- Henk Steeman (12)
- Tinus Bosselaar (10)
- Huug de Groot (9)
- Cas Ruffelse (8)
- Jan Klijnjan (6)
- Piet van der Wolk (6)
- Pim Doesburg (4)
- Ok Formenoij (4)
- Wim Landman (4)
- Hans Venneker (4)
- Danny Blind (2)
- Willem Boerdam (2)
- Rein Boomsma (2)
- Tonny van Ede (2)
- Herman Jurgens (2)
- Theo Laseroms (2)
- Kees van Nieuwenhuizen (2)
- Jan Oosthoek (2)
- Luuk Balkestein (1)
- Daaf Drok (1)
- Jo Eshuijs (1)
- Wim Meutstege (1)
- Miel Pijs (1)
- John Veldman (1)
- Piet de Vries (1)
- Willy van Zwieteren (1)

Henk Roomberg werd geselecteerd voor het Nederlands voetbalelftal op de Olympische Zomerspelen 1924 maar kwam niet in actie.
Sparta-speler Wout Holverda werd in maart 1984 wel geselecteerd voor het Nederlands elftal, maar hij werd in de bewuste wedstrijd (tegen Denemarken) niet opgesteld.
 Ook Dennis de Nooijer speelde eenmalig voor het Nederlands elftal, echter was dit geen officiële interland maar een vriendschappelijke wedstrijd tegen een amateurclub. 

Op 24 april 1996 leverde Sparta voor het laatst een speler voor Oranje. Guus Hiddink selecteerde toen John Veldman voor een vriendschappelijke wedstrijd tegen Duitsland. (Nederland verloor met 1–0.)
Spartanen die nog voor het Nederlands elftal speelden nadat ze Sparta al hadden verlaten, zijn:
- Adri van Tiggelen
- Winston Bogarde
- Juul Ellerman
- Ber Groosjohan
- Kew Jaliens
- David Mendes da Silva
- Danny Koevermans
- Theo Laseroms
- Tonny van Leeuwen
- Kevin Strootman
- Nick Viergever
- Jetro Willems
- Ed de Goey
- Marten de Roon
- Denzel Dumfries
- René van der Gijp
- Henk Fraser

### Grootste overwinning in competitieverband na 1954
- Sparta Rotterdam – Almere City FC 12–1, 20 augustus 2010

In deze wedstrijd debuteerde spits Johan Voskamp voor Sparta. Hij maakte acht van de twaalf goals

### Grootste uitnederlaag in competitieverband na 1954
- Ajax – Sparta Rotterdam 9–0, 8 december 1985
- Ajax – Sparta Rotterdam 9–0, 18 maart 2001

### Grootste thuisnederlaag in competitieverband na 1954
- Sparta Rotterdam – Feyenoord 0–7, 17 december 2017

### Topscorers
- 1954/55:  Nico Boot (8)
- 0000000  Nico Boot (15)
- 1955/56:  Tonny van Ede (14)
- 1956/57:  Tonny van Ede (14)
000000 :  Peet Geel (14)
- 1957/58:  Tonny van Ede (13)
- 1958/59:  Joop Daniëls (23)
- 1959/60:  Joop Daniëls (10)
- 1960/61:  Piet van Miert (15)
- 1961/62:  Piet van Miert (13)
- 1962/63:  Béla Bodnár (20)
- 1963/64:  Piet de Vries (11)
- 1964/65:  Henk Bosveld (17)
- 1965/66:  Henk Bosveld (17)
- 1966/67:  Henk Bosveld (18)
- 1967/68:  Nol Heijerman (19)
- 1968/69:  Jan Klijnjan (13)
000000 :  Hans Venneker (14)
- 1969/70:  Janusz Kowalik (15)
- 1970/71:  Janusz Kowalik (16)
- 1971/72:  Janusz Kowalik (19)
- 1972/73:  Willy Kreuz (15)
- 1973/74:  Janusz Kowalik (12)
- 1974/75:  Hans Venneker (13)
- 1975/76:  Claus Larsen (5)
000000 :  Henny Michielsen (5)
- 1976/77:  Ray Clarke (16)
- 1977/78:  Ray Clarke (19)
- 1978/79:  Wout Holverda (7)
000000 :  Sammy Morgan (7)
000000 :  Arie van Staveren (7)
- 1979/80:  Ruud Geels (13)
- 1980/81:  Ruud Geels (22)
- 1981/82:  David Loggie (14)
- 1982/83:  Wout Holverda (18)
- 1983/84:  Wout Holverda (21)
- 1984/85:  Ronald Lengkeek (19)
- 1985/86:  Ronald Lengkeek (18)
- 1986/87:  Ronald Lengkeek (14)
- 1987/88:  Juul Ellerman (14)
- 1988/89:  Michel Beukers (7)
- 1989/90:  Peter Houtman (16)
000000 :  Prince Polley (16)
- 1990/91:  Peter Houtman (13)
- 1991/92:  Edwin Vurens (14)
- 1992/93:  Ron van den Berg (11)
- 1993/94:  Arjan van der Laan (12)
000000 :  Dennis de Nooijer (12)
- 1994/95:  Marco Boogers (11)
- 1995/96:  Dennis de Nooijer (16)
- 1996/97:  Arjan van der Laan (13)
- 1997/98:  Dennis de Nooijer (13)
- 1998/99:  Erik Tammer (9)
- 1999/00:  Ali El Khattabi (11)
000000 :  Anders Nielsen (11)
- 2000/01:  Ali El Khattabi (21)
- 2001/02:  Nourdin Boukhari (7)
- 2002/03:  Danny Koevermans (25)
- 2003/04:  Ricky van den Bergh (17)
- 2004/05:  Danny Koevermans (24)
- 2005/06:  Jason Oost (8)
- 2006/07:  Sjaak Polak (7)
- 2007/08:  Nourdin Boukhari (8)
000000 :  Marvin Emnes (8)
000000 :  Yuri Rose (8)
- 2008/09:  Rydell Poepon (9)
- 2009/10:  Erik Falkenburg (10)
000000 :  Rydell Poepon (10)
- 2010/11:  Johan Voskamp (29)
- 2011/12:  Jeremy Bokila (15)
- 2012/13:  Sandro Calabro (15)
- 2013/14:  Johan Voskamp (12)
- 2014/15:  Denis Mahmudov (14)
- 2015/16:  Thomas Verhaar (24)
- 2016/17:  Loris Brogno (7)
- 2017/18:  Robert Mühren (7)
- 2018/19:  Lars Veldwijk (24)
- 2019/20:  Mohamed Rayhi (7)
- 2020/21:  Lennart Thy (14)
- 2021/22:  Vito van Crooij (5)
000000 :  Lennart Thy (5)
- 2022/23:  Vito van Crooij (12)
000000 :  Tobias Lauritsen (12)
- 2023/24:  Tobias Lauritsen (12)
- 2024/25:  Tobias Lauritsen (10)